# Csalhó Nemzeti Park

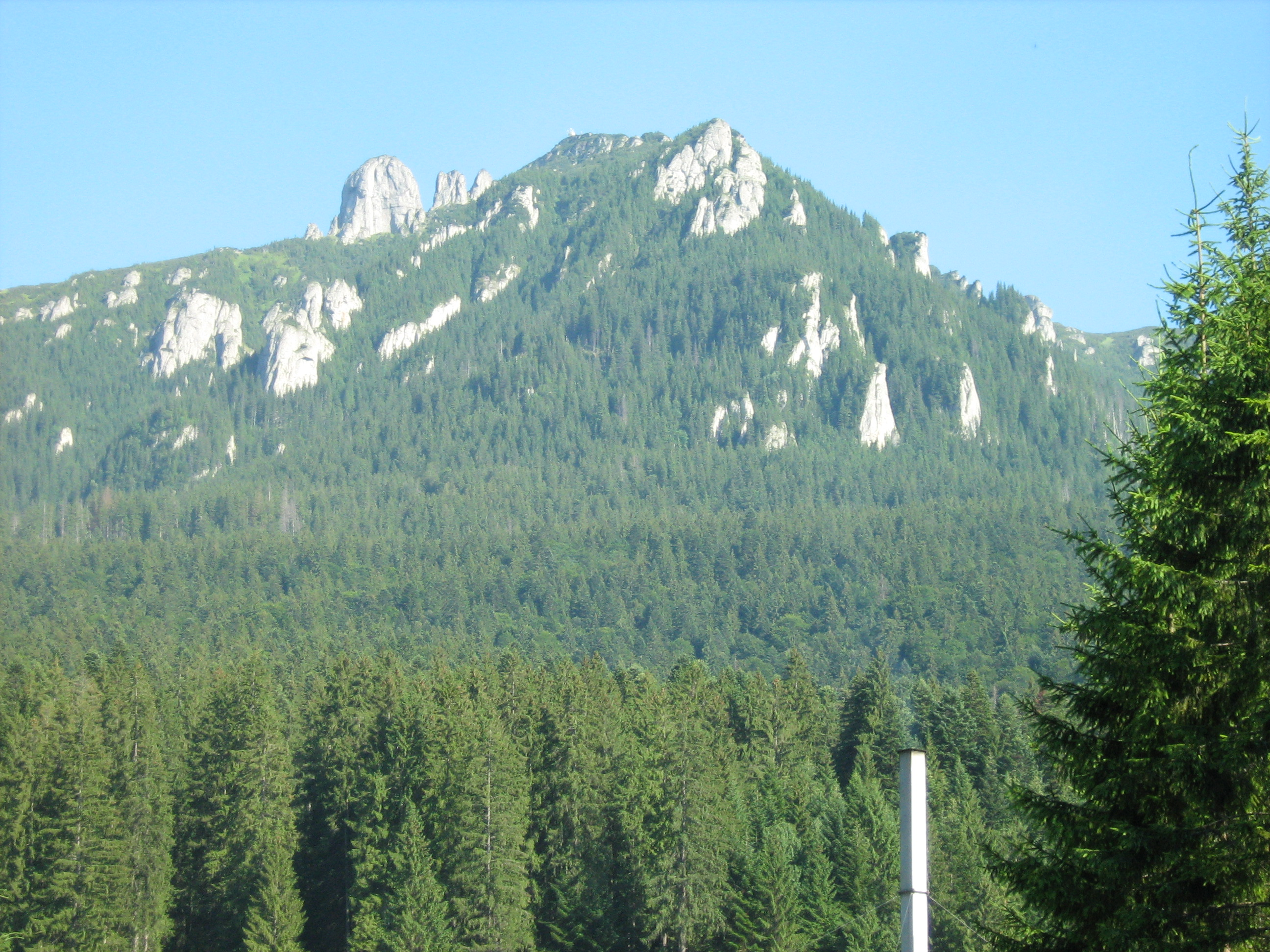
Toaca/Tóka (1907 m)

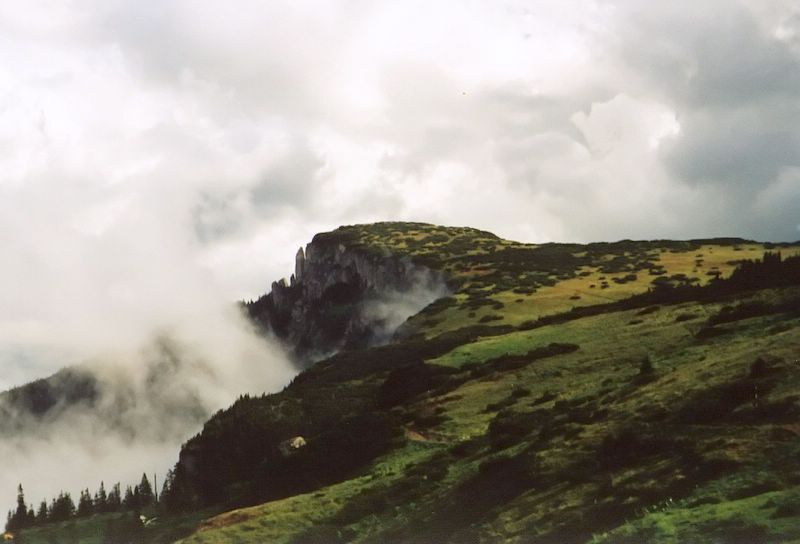
Ocolasul Mare/Nagy Aklos (1904 m)

A Csalhó Nemzeti Park Romániában, a Keleti-Kárpátokban, Neamț megyében található, Erdély és Moldva határán. Volt mikor Erdélyhez tartozott, az utóbbi időben csak a főtömb nyugati része, a Nagy Aklos környéke. Egyesek Moldva Olimposzának tartják, az utóbbi évtizedekben vallásos zarándokhely is lett. Két legfontosabb hegycsúcsa a Toaca/Tóka (1907 m) és az Ocolasul Mare/Nagy Aklos (1904 m).
IUCN-osztályozás szerint a II. kategóriába tartozik, 115655 ha területen fekszik.

## Fekvése
A Keleti-Kárpátok központi részén, a Görgényi-havasok, a Ráró-hegység és a Hagymás-hegység mellett, a Békás-szoros kijárata közelében helyezkedik el. Keleten a Beszterce folyó és a Békási víztároló, délen a Békás-patak határolja,nyugaton a Zsedán és Péntek patakok határolják..

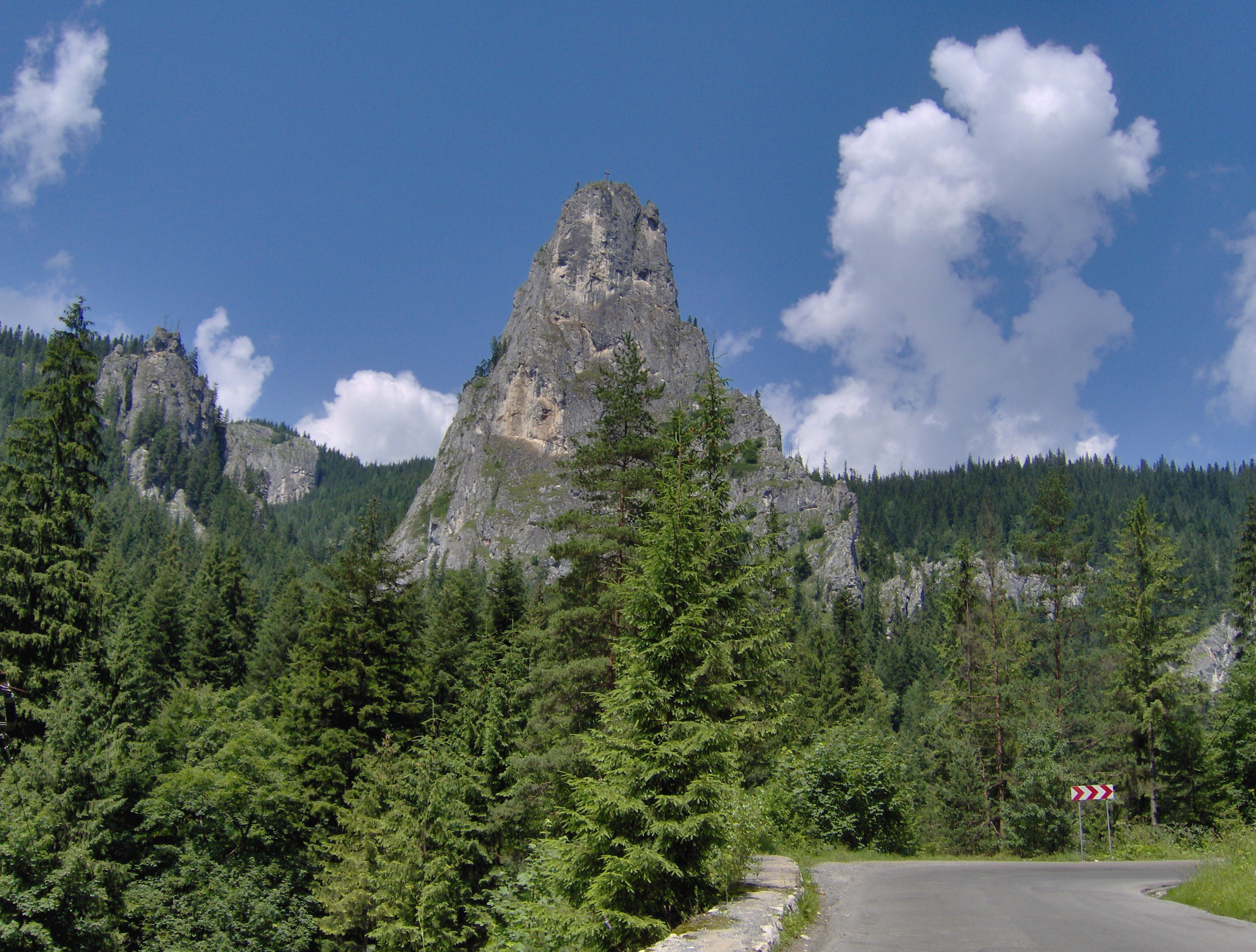
Békás-szoros

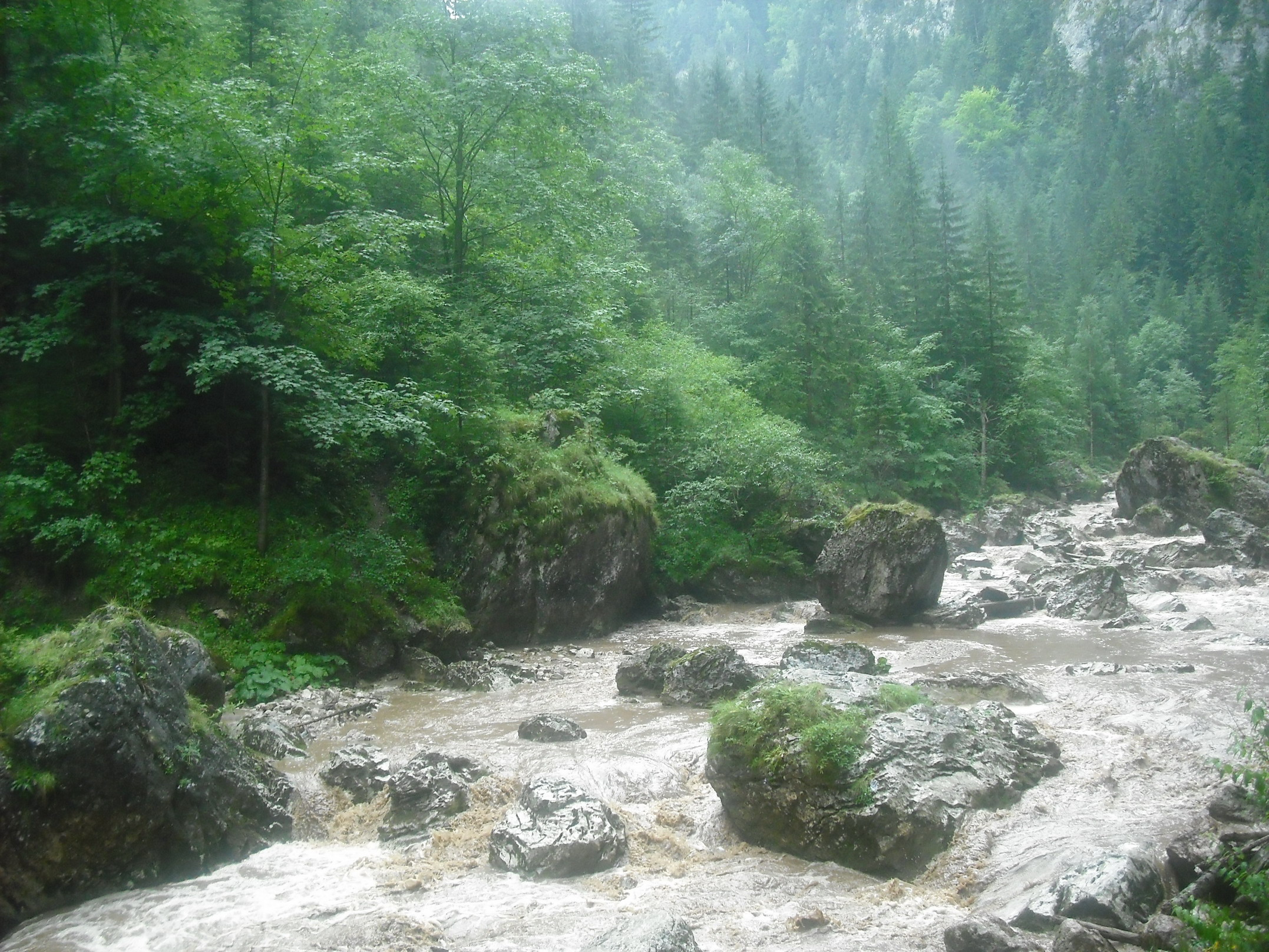
Békás-patak

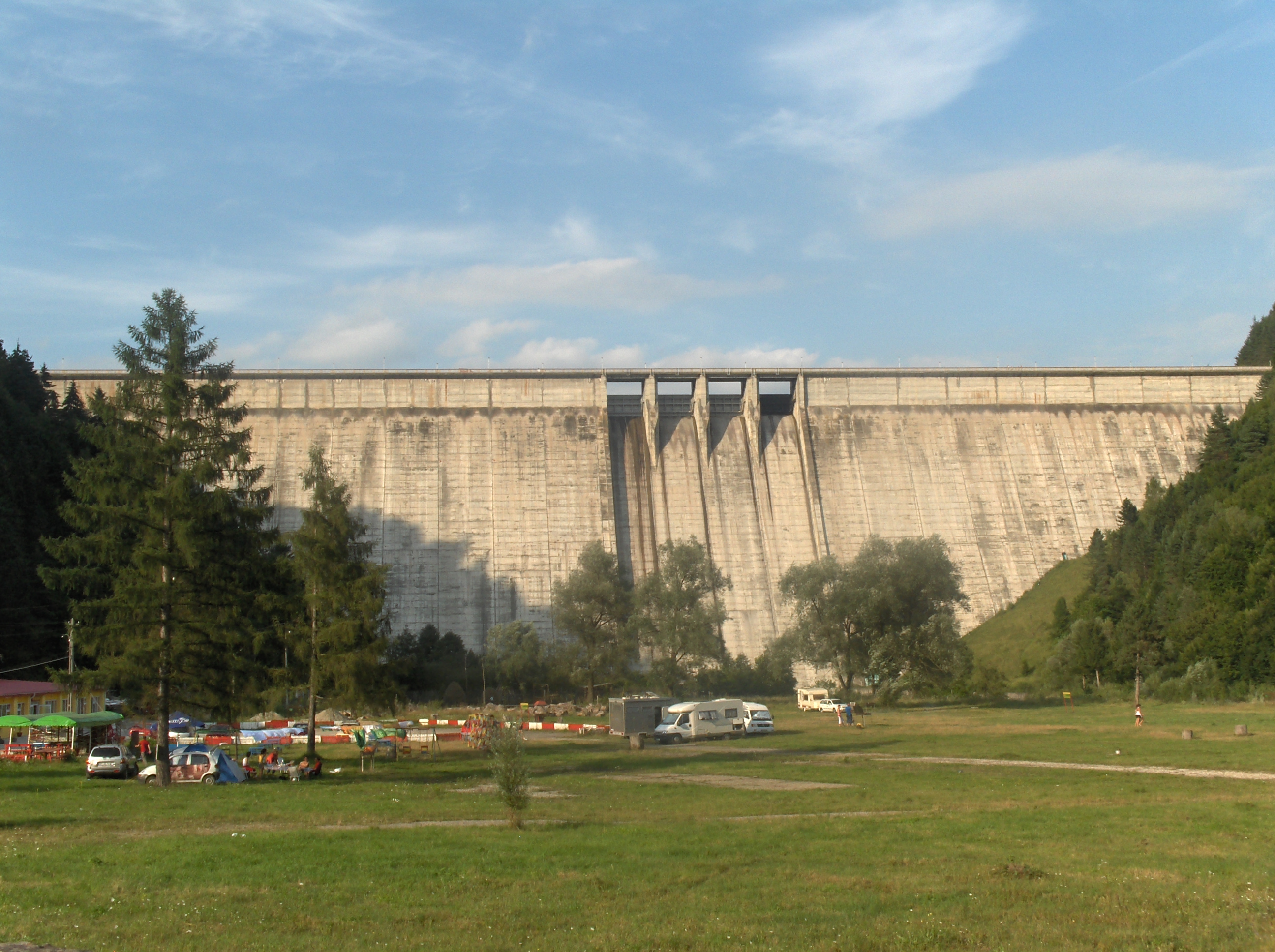
A víztároló alatt...

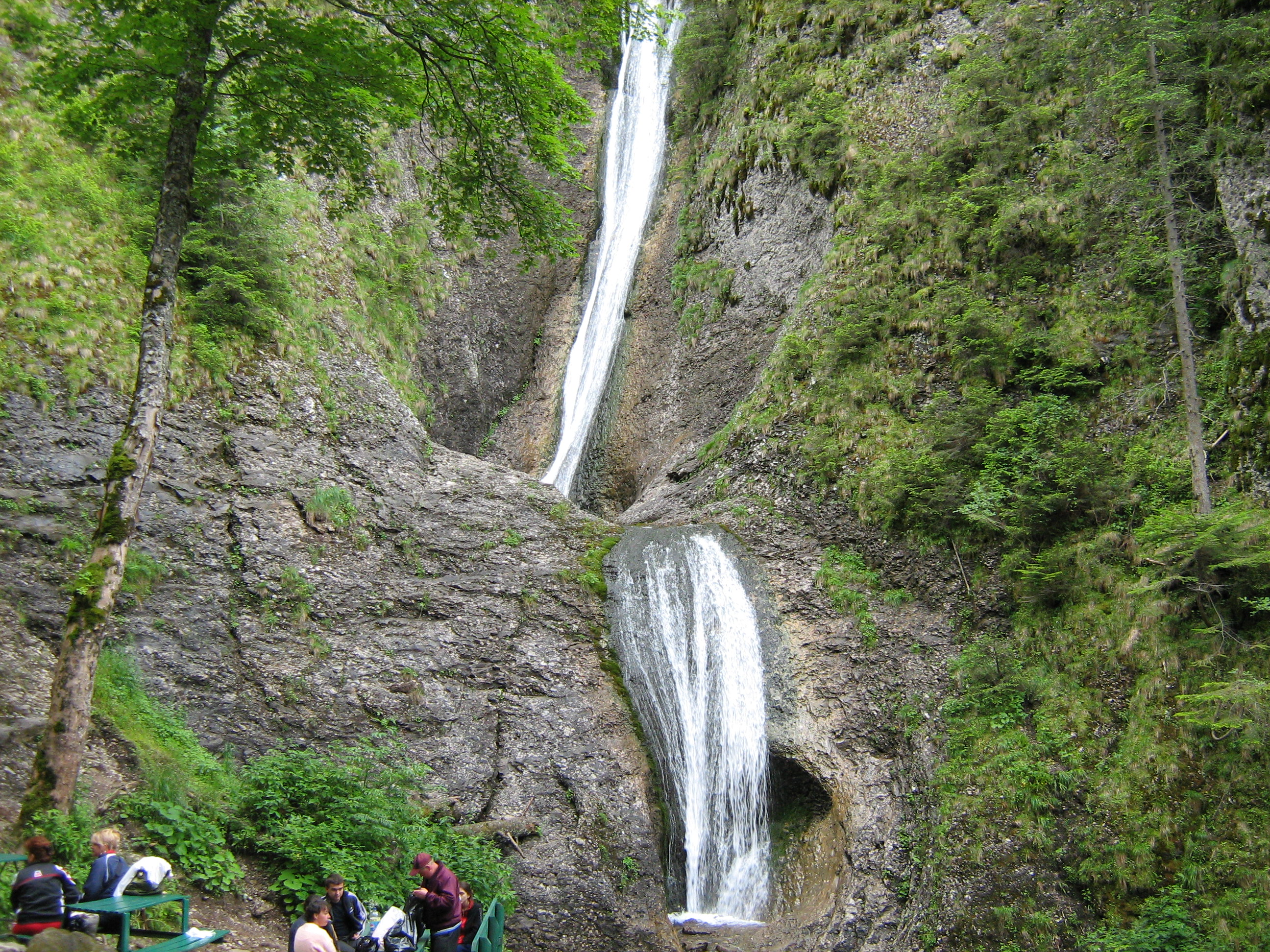
A Duruitoarea-vízesés

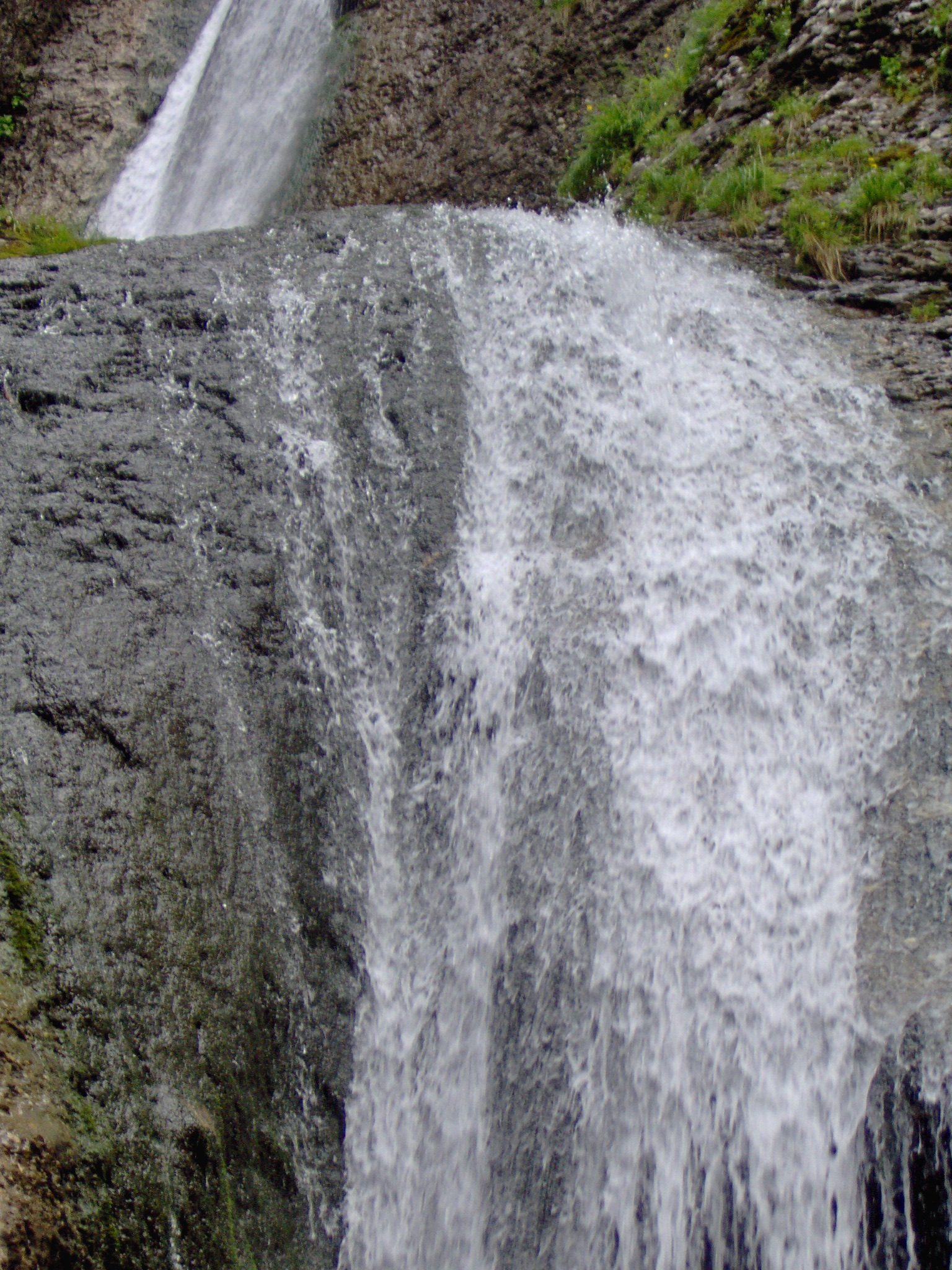
Duruitoarea vízesés

## Leírása
Két legfontosabb hegycsúcsa a Toaca/Tóka (1907 m) és az Ocolasul Mare/Nagy Aklos (1904 m).
A park területén három természetvédelmi terület található:
- Nagy Aklos Tudományos Rezervátum (IUCN I-es kategória)
- Poliţa cu Crini Különleges Élőhely (IUCN IV-es kategória)
- Duruitoarea/Dürrögő-vízesés és Avenul Mare Emlékpark (IUCN III-as kategória)

A Nagy Aklos-csúcs és a Nagy Aklos övén a turisták jelenléte tiltott, ezeket a helyeket csak a kutatók látogathatják.

## Története

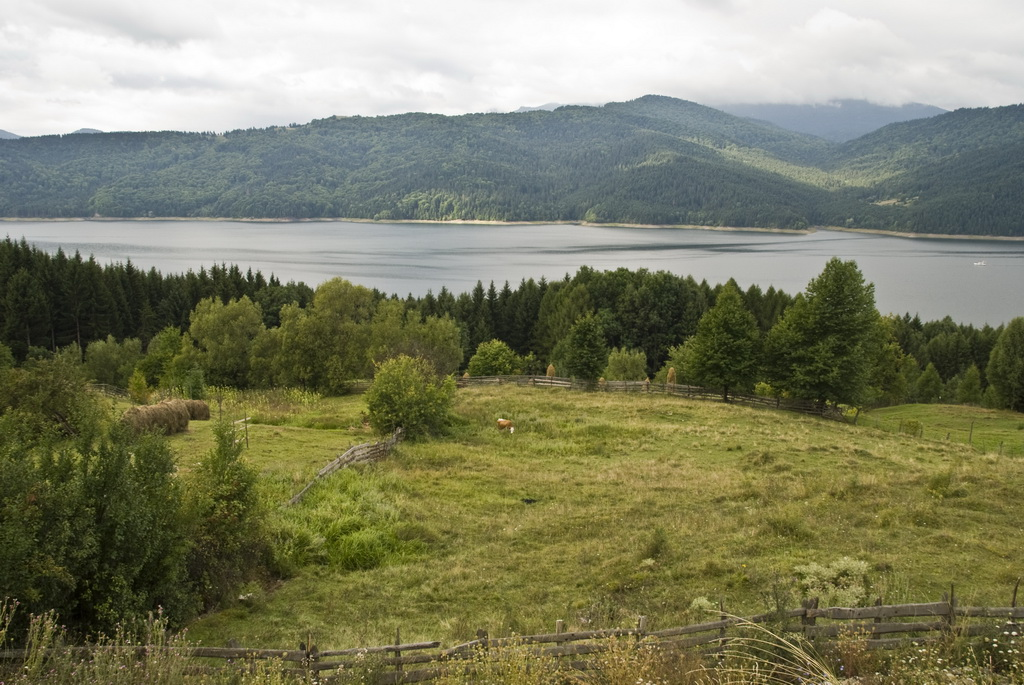
A Békási víztározó

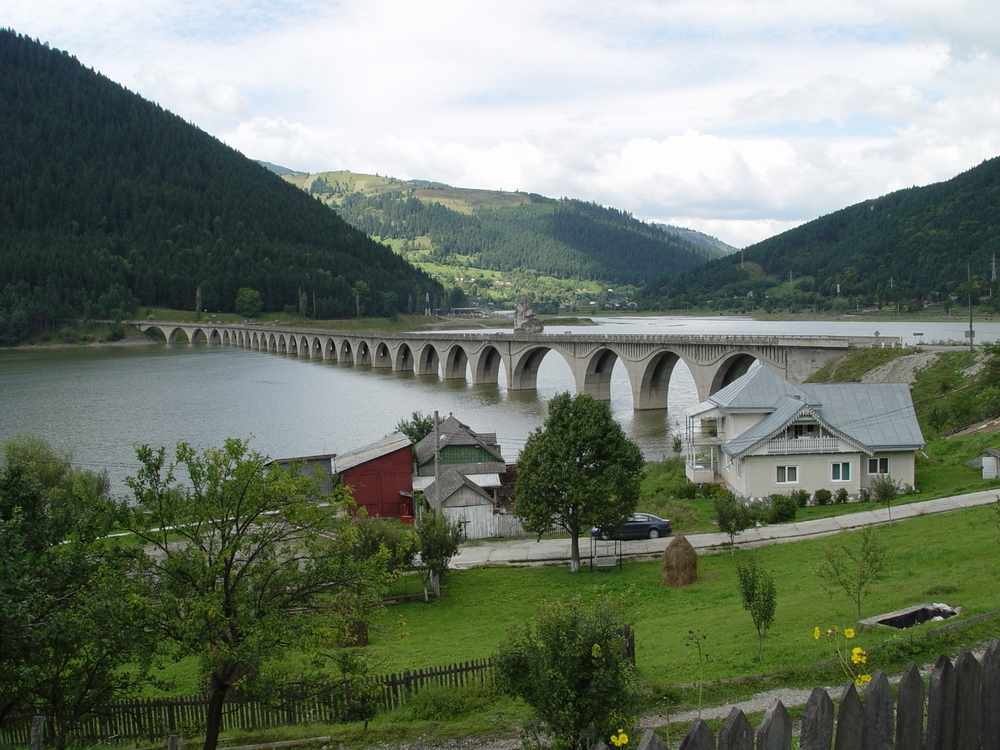
A Békási víztározó

A Csalhó flórájáról 1907-ben jelent meg az első leírás, E. C. Teodorescu botanikus jóvoltából, de növénytani kutatások már a 19. század második felében megkezdődtek. Később, a 20. században is sok botanikus kutatta a hegy flóráját, közülük Nyárády Gyula híres növénykutatónk is.
A Nemzeti Park területén még 1955-ben létrehoztak egy természetvédelmi területet, de a Csalhó Nemzeti Park csak 2003-ban született meg.

## Növényvilága
A Csalhó Nemzeti Park flórája több mint 1200 növényfajt számlál, ami körülbelül egyharmada Románia flórájának. A park területén sok ritka faj található, melyek közül három kritikusan veszélyeztetett: a Haynald daravirág (Draba haynaldii), a hagymaburok (Liparis loeselii) és a Baumgarten kakastaréj (Pedicularis baumgartenii). Nagyon érdekes a területen a Kerner-zsellérke (Thesium kernerianum) jelenléte, amelyeknek csak itt, valamint a Bucsecs-, a Csukás- és a Királykő-hegységben találhatók meg az életfeltételei, tehát a Keleti- és Déli-Kárpátok endemizmusa.
Ezenkívül rengeteg ritka faj díszíti a Csalhó völgyeit, csúcsait, gerinceit, öveit. Például a Nagy-Aklos övén a nyár elején egy igen változatos és gyönyörű kormofitákkal teli flórát találunk, melyek közül megemlítendők a következő fajok:
- Havasi gyopár (Leontopodium alpinum)
- Sárga tárnics (Gentiana lutea)
- Tűlevelű szegfű (Dianthus spiculifolius)
- Janka gyopárnefelejcs (Eritrichium nanum subsp. jankae)
- Havasi csűdfű (Astragalus alpinus)
- Kárpáti zergevirág (Doronicum carpaticum)
- Havasi hagyma (Allium victorialis)
- Havasi hízóka (Pinguicula alpina)
- Veronica aphylla

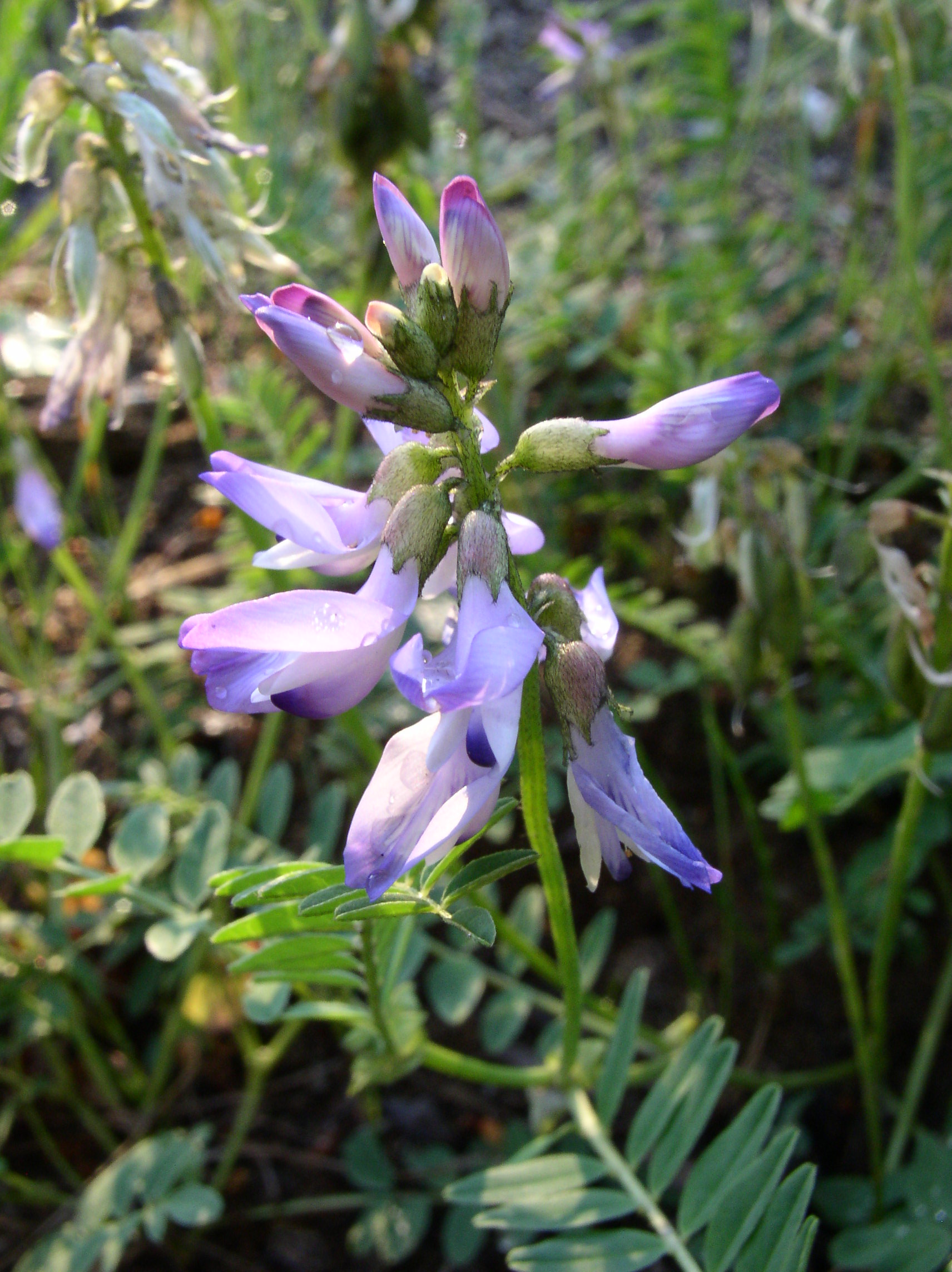
Havasi csűdfű
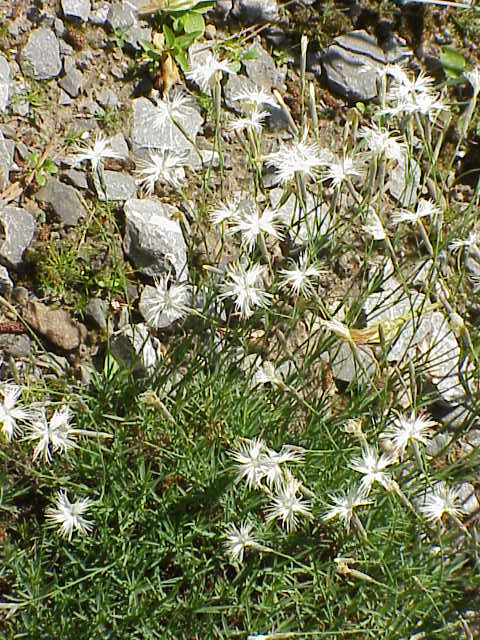
Tűlevelű szegfű
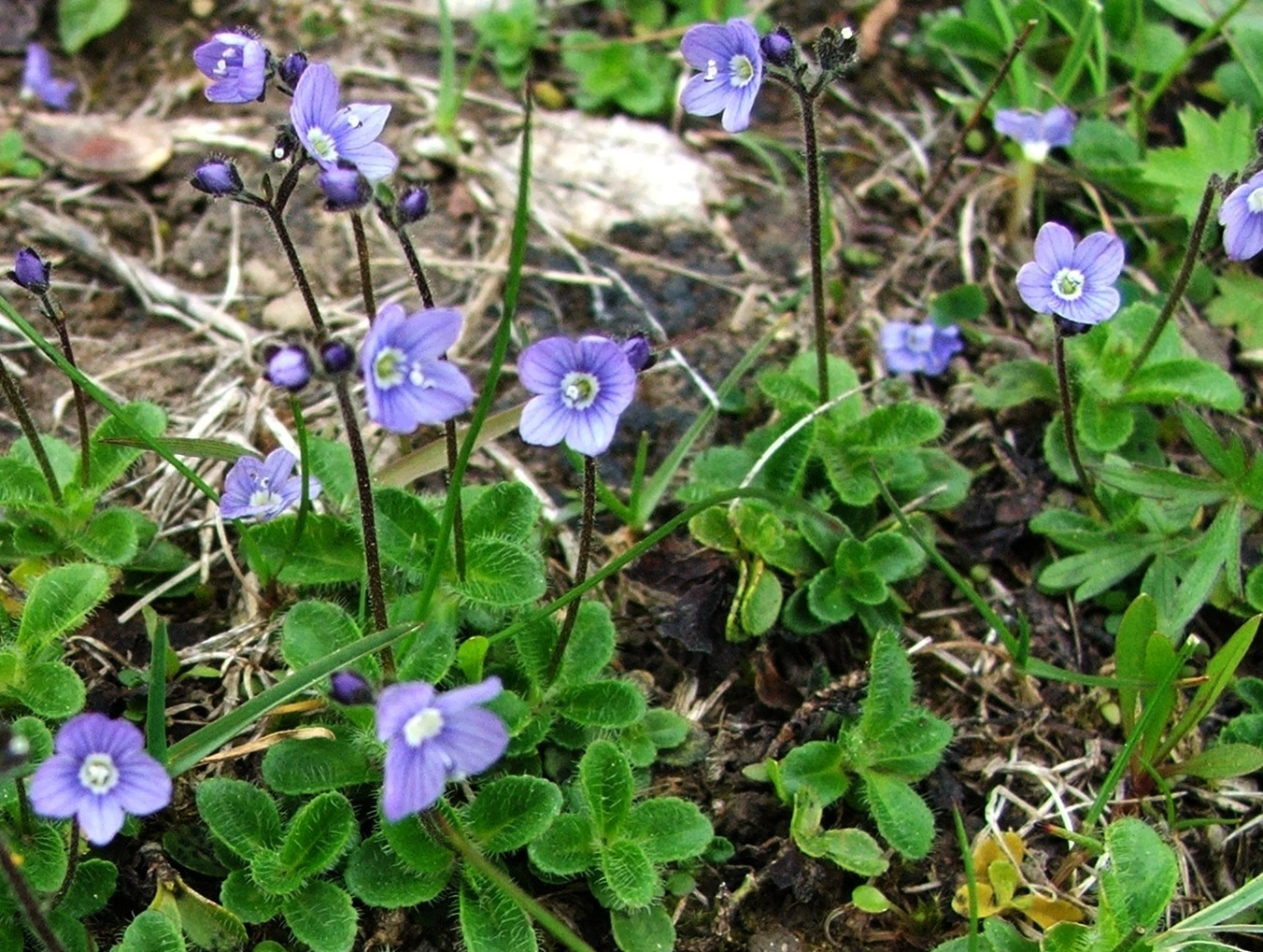
Veronica aphylla
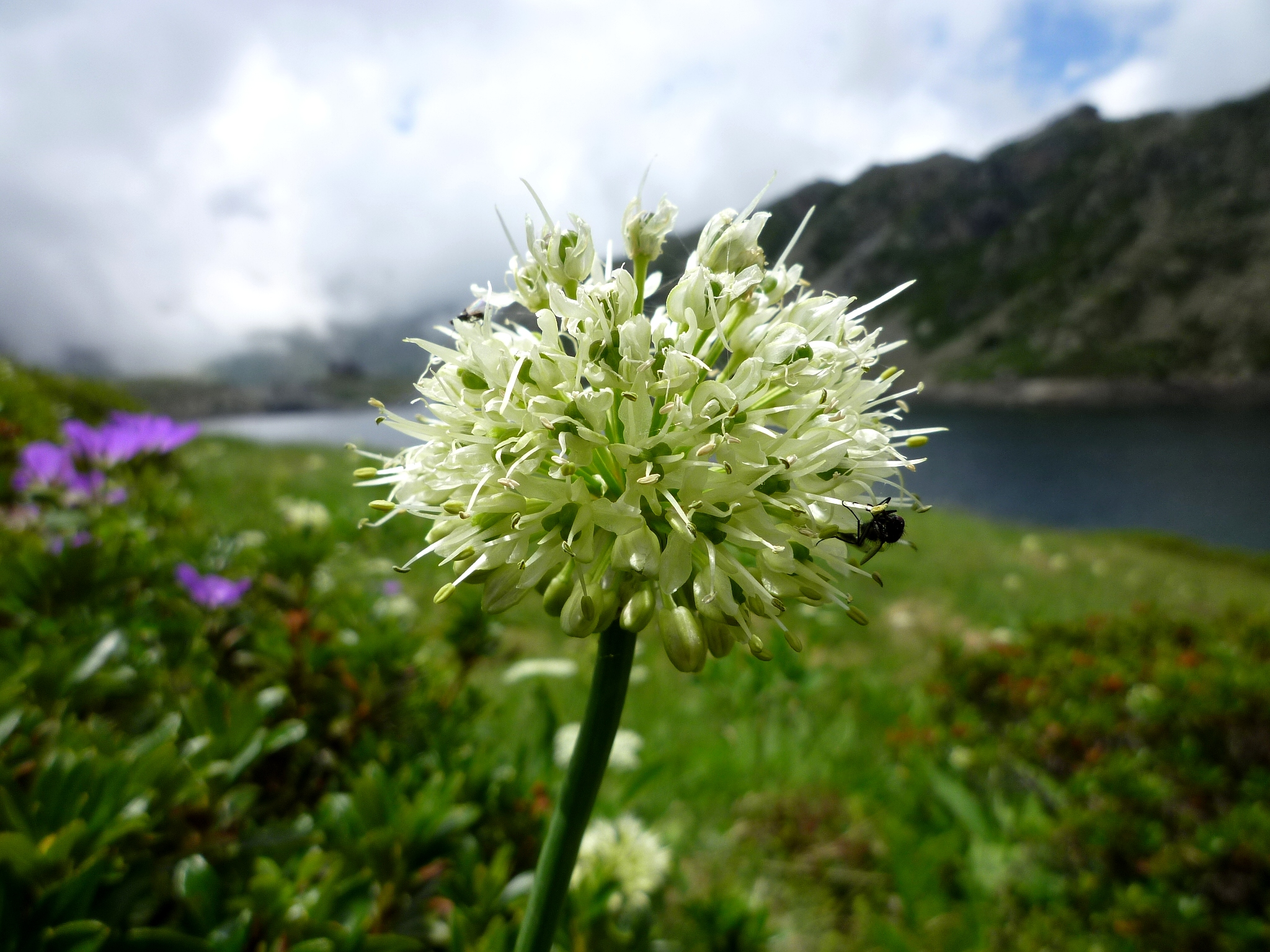
Havasi hagyma
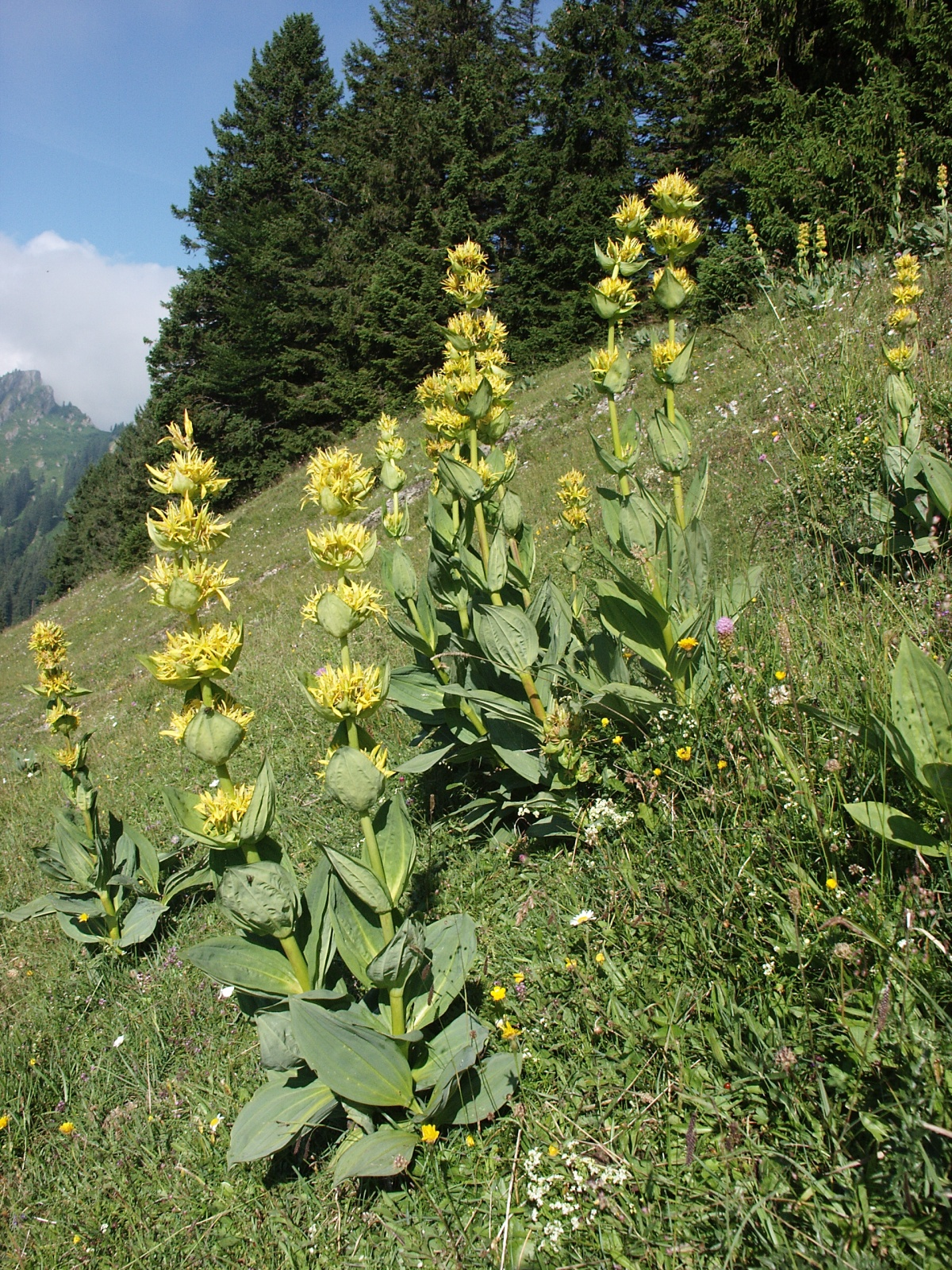
Sárga tárnics
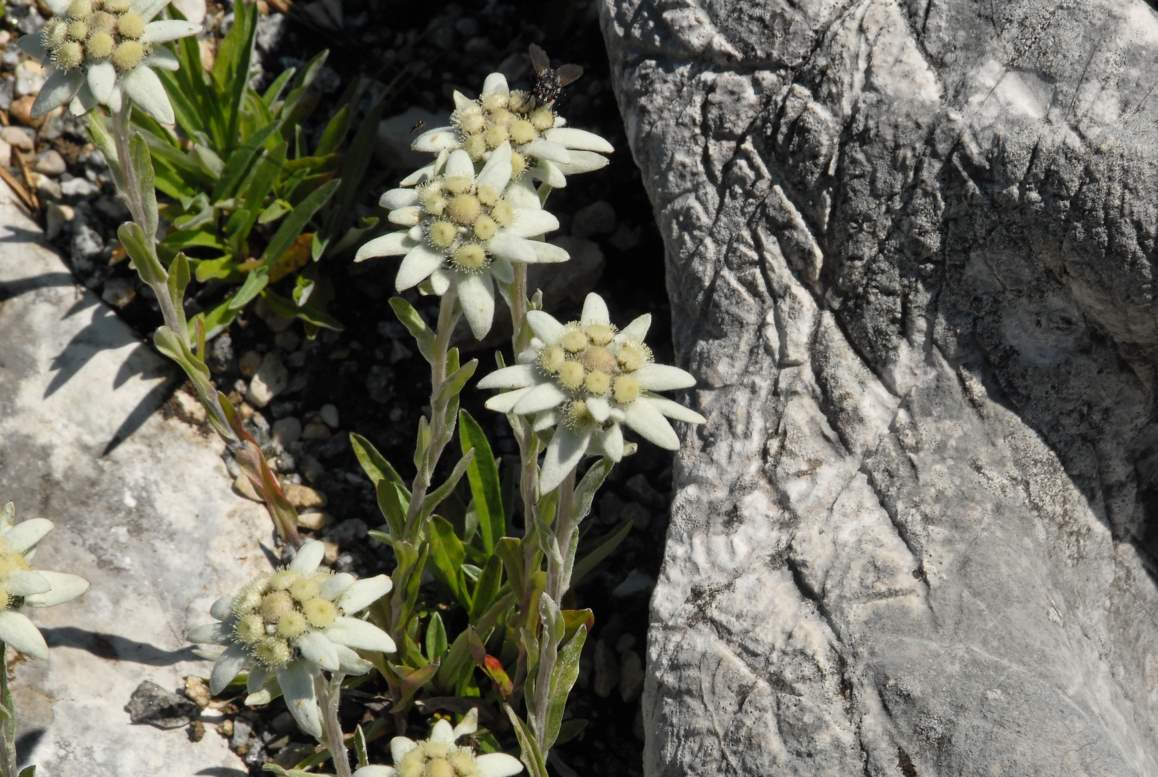
Havasi gyopár
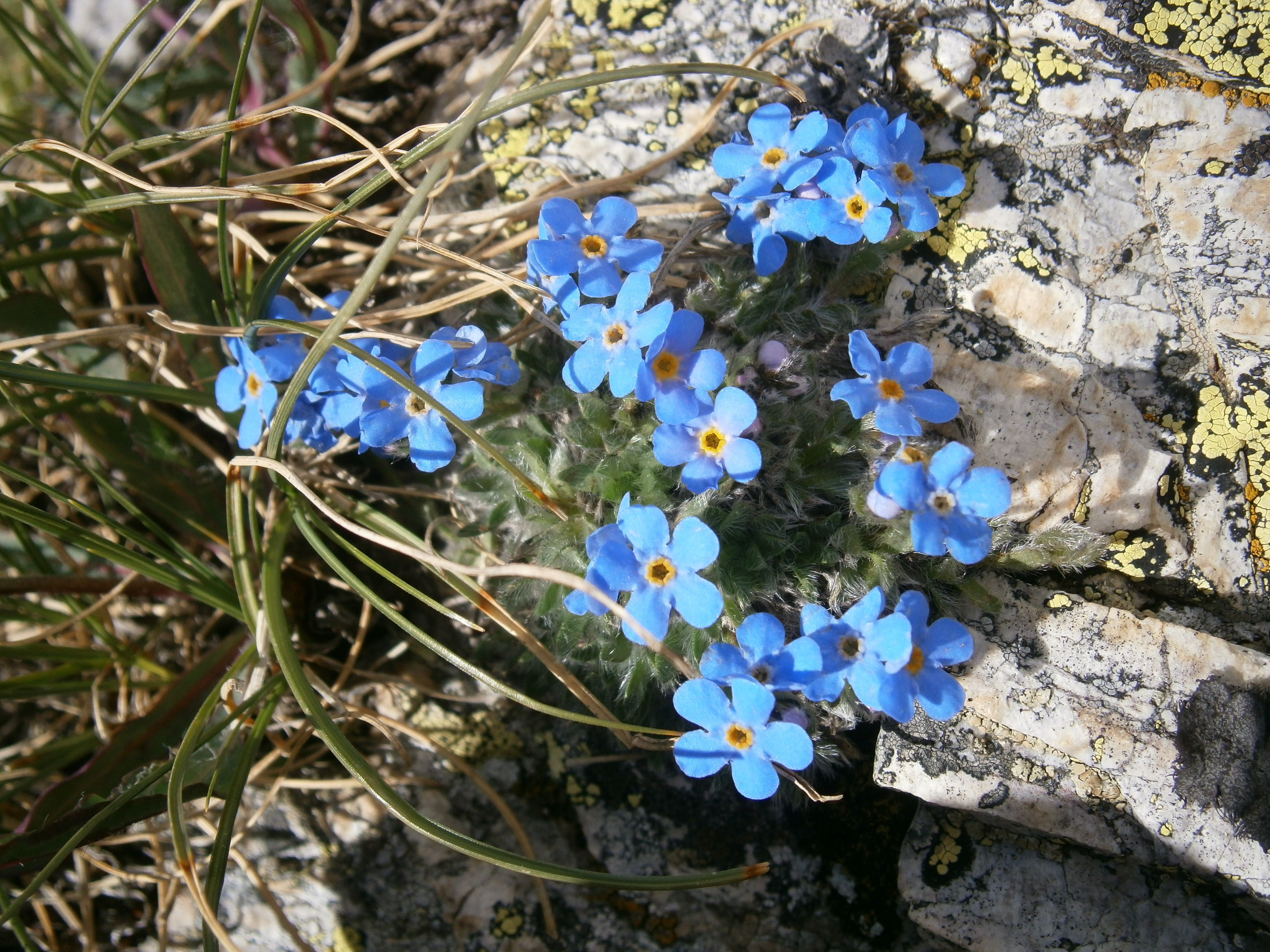
Janka gyopárnefelejcs
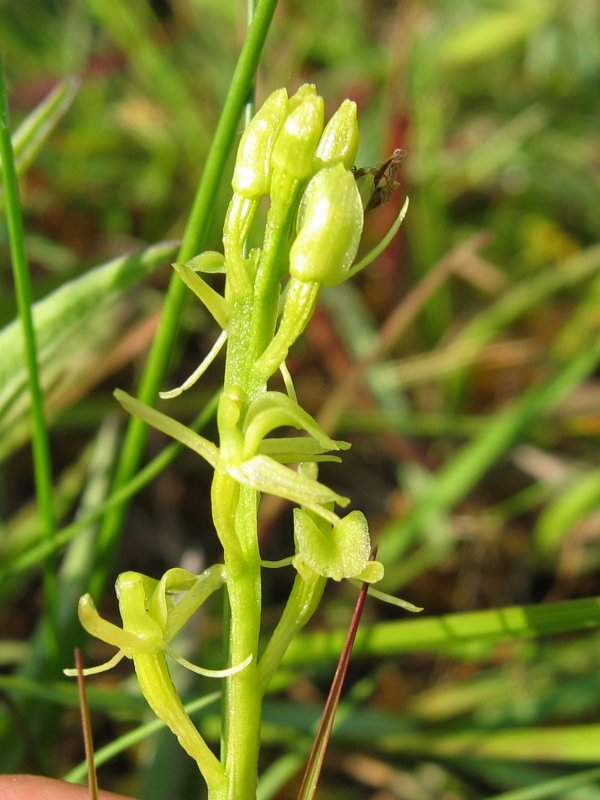
Hagymaburok
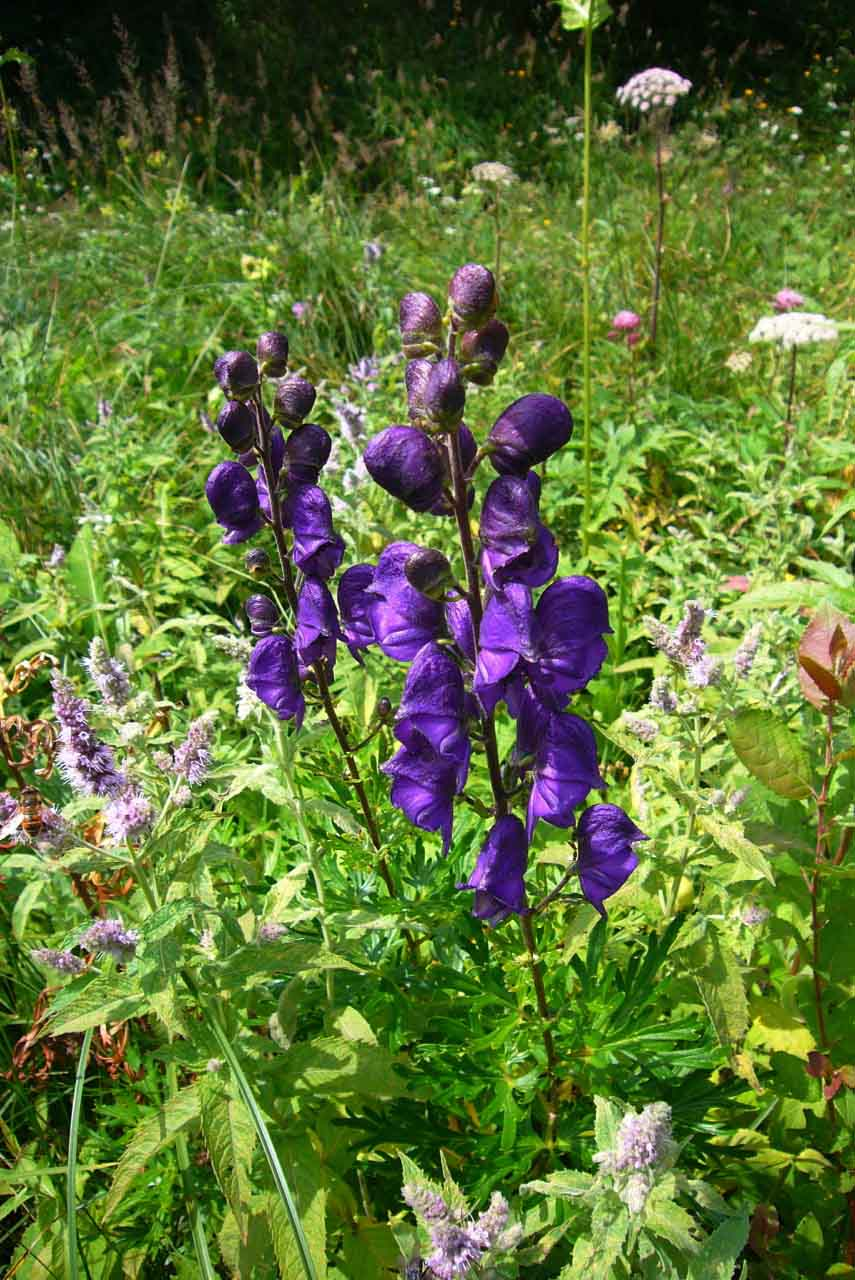
Havasi sisakvirág
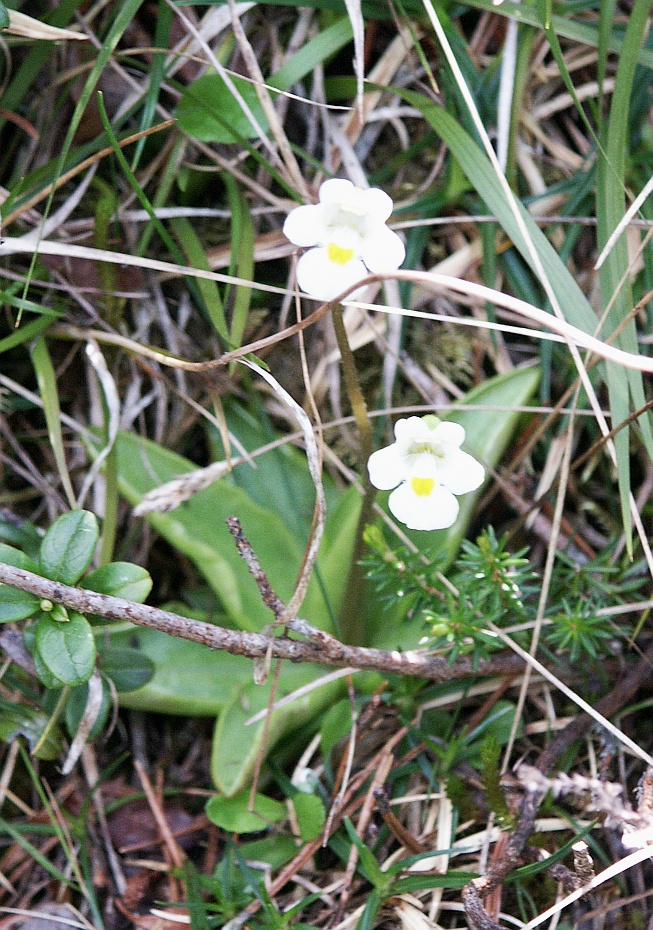
Havasi hízóka
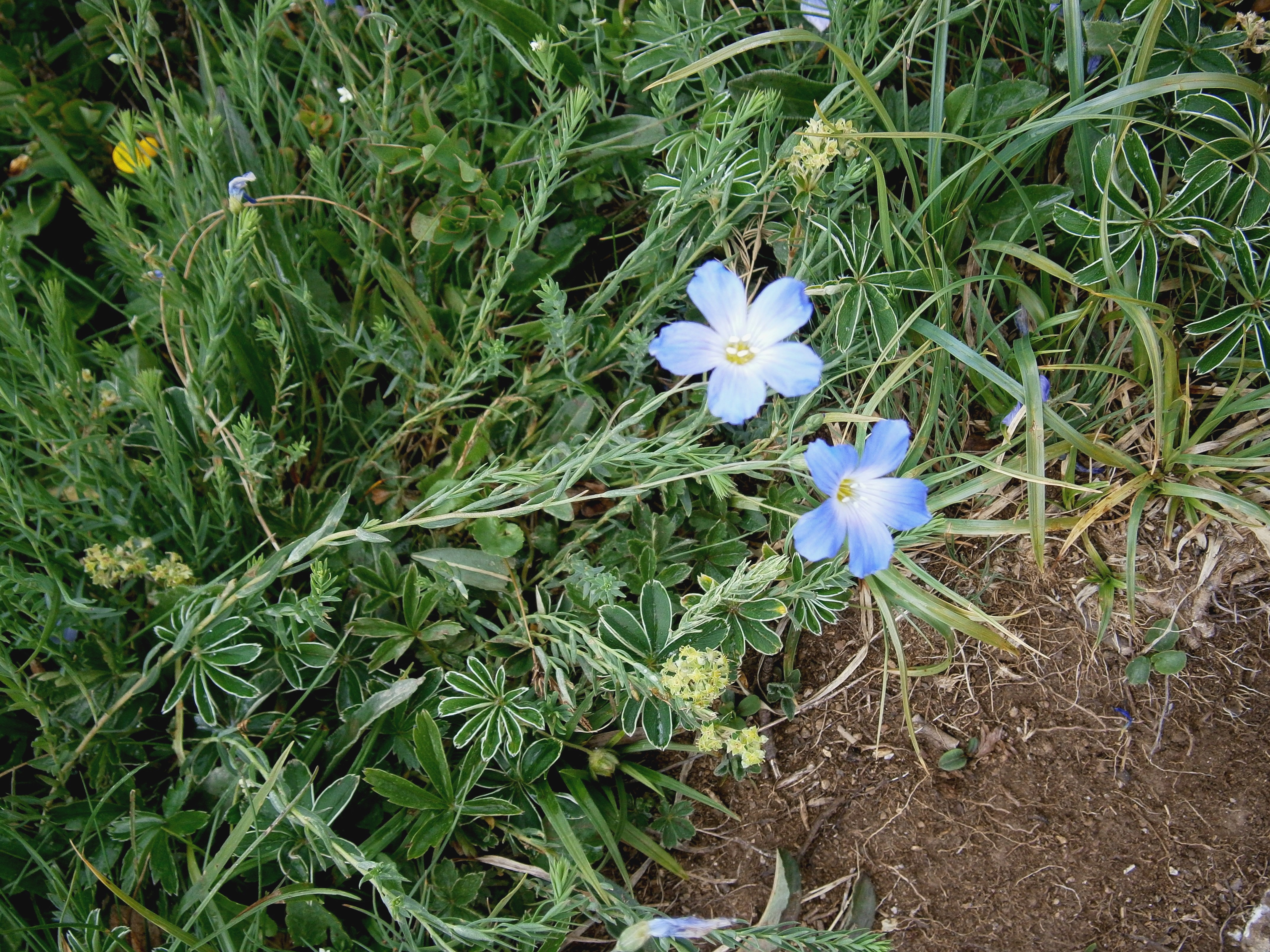
Len (Linum perenne)
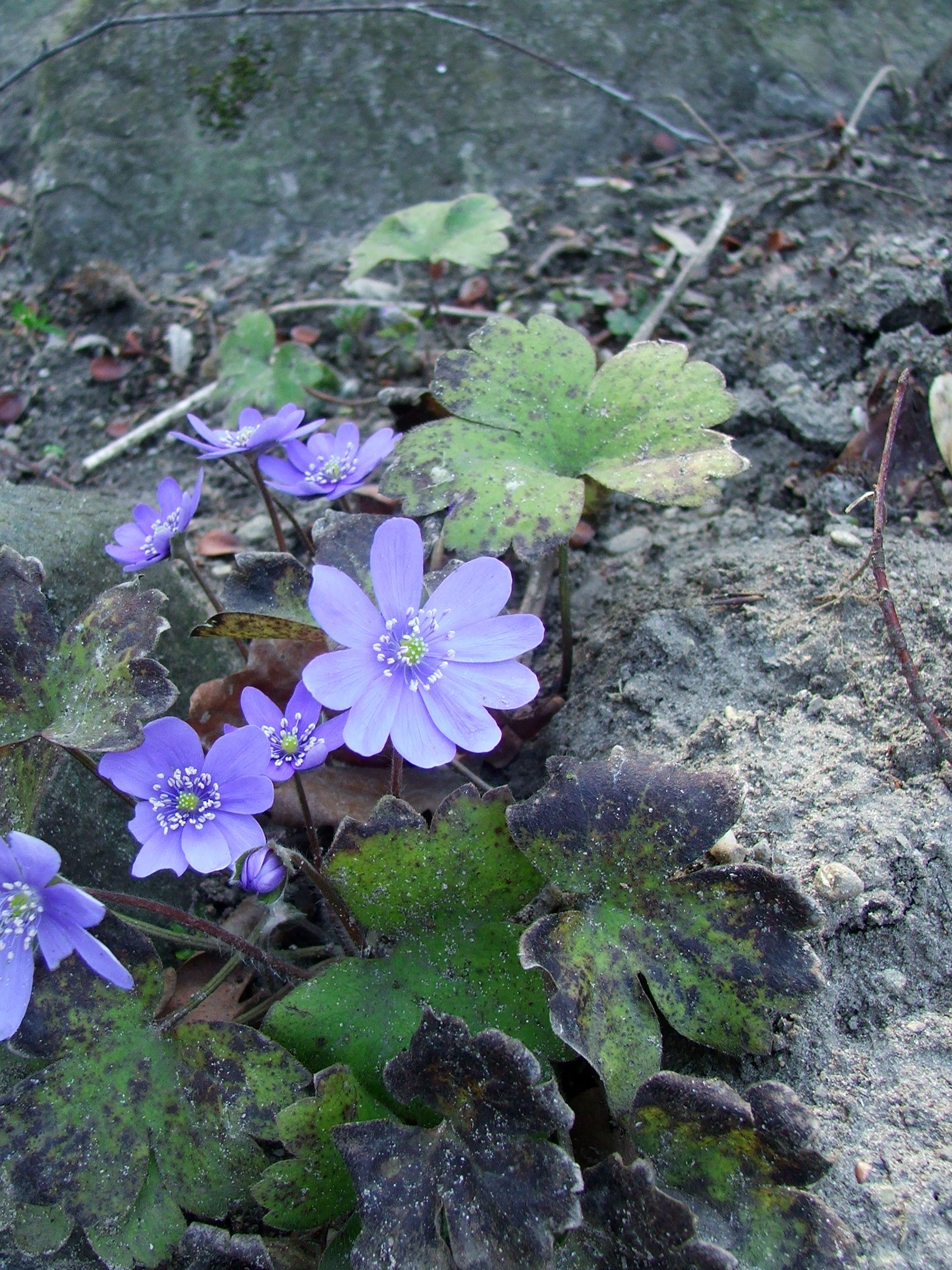
Hepatica transsylvanica
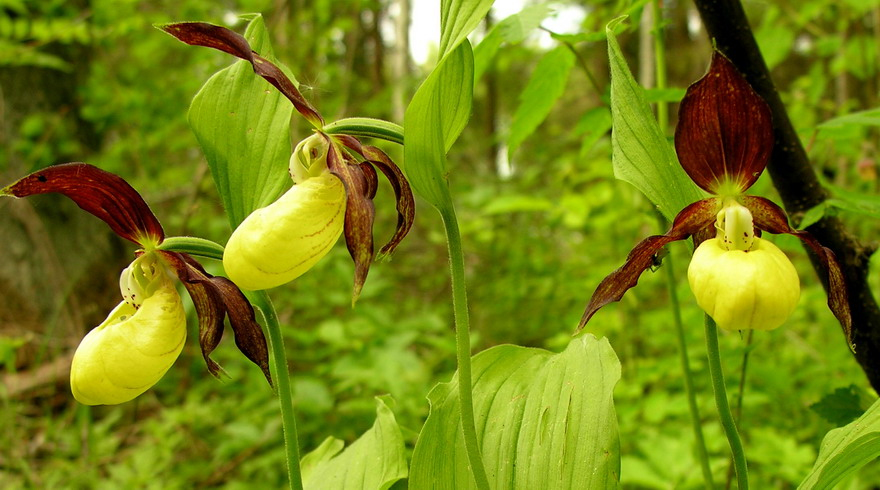
Cypripedium calceolus
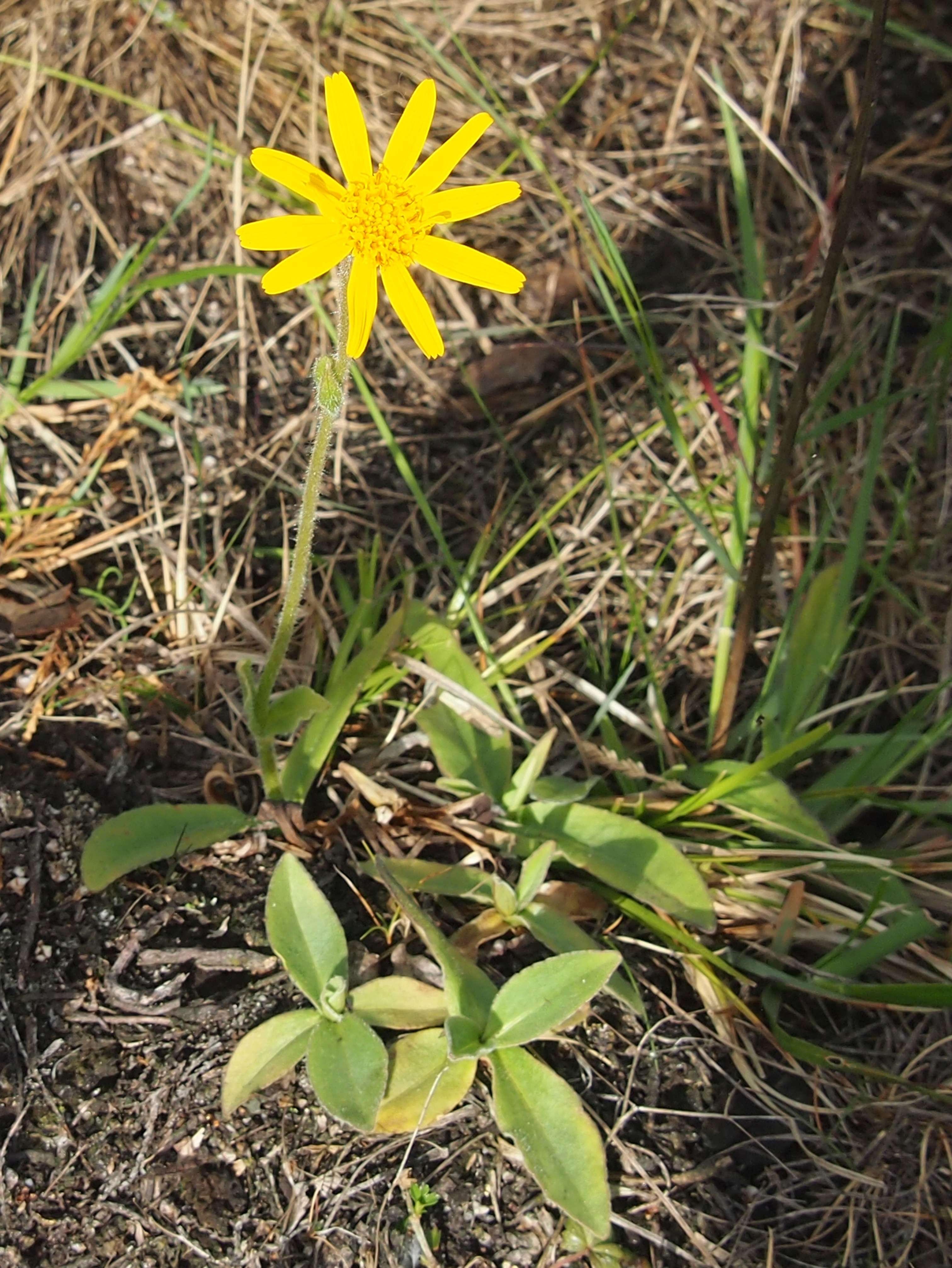
Árnika

## Állatvilága
A park állatvilágát több mint 1200 fajból áll. Néhány a különlegesebb fajok közül:
- Az ízeltlábúak közül az erdei vöröshangya (Formica rufa), az erdélyi kurtaszárnyú-szöcske (Pholidoptera transsylvanica), a kárpáti hegyisáska (Miramella ebneri) és az erdélyi tarsza (Isophya stysi) érdemel említést.
- A lepkék közül a selymes szerecsenlepke (Erebia gorge), az Erebia epiphron transsylvanica, a fecskefarkú lepke (Papilio machaon) és a kardoslepke (Iphiclides podalirius) említésre méltó.
- A kétéltűek közül pedig a foltos szalamandra (Salamandra salamandra), az alpesi gőte (Triturus alpestris) és a kárpáti gőte (Triturus montandoni).

A park területén megtalálható még a keresztes vipera (Vipera berus) és a rézsikló (Coronella austriaca) is.
- Madárvivága tekintetében a park faunája elég gazdag, érdekes fajokat rejt; többek között megtalálható itt a hajnalmadár (Tichodroma muraria), csilpcsalpfüzike (Phylloscopus collybita), siketfajd (Tetrao urogallus), császármadár (Bonasa bonasia), egerészölyv (Buteo buteo), vörös vércse (Falco tinnunculus), vándorsólyom (Falco peregrinus), békászó sas (Aquila pomarina), gatyás ölyv (Buteo lagopus), halászsas (Pandion haliaetus), süvöltő (Pyrrhula pyrrhula), európai törpekuvik (Glaucidium passerinum), holló(Corvus corax) és a fekete harkály (Dryocopus martius) is.
- Az emlősök közül: a barna medve (Ursus arctos), farkas (Canis lupus), gímszarvas (Cervus elaphus), zerge (Rupicapra rupicapra), hiúz (Lynx lynx), vadmacska (Felis silvestris), nyuszt (Martes martes), havasi cickány (Sorex alpinus) és a törpecickány (Sorex minutus) is.

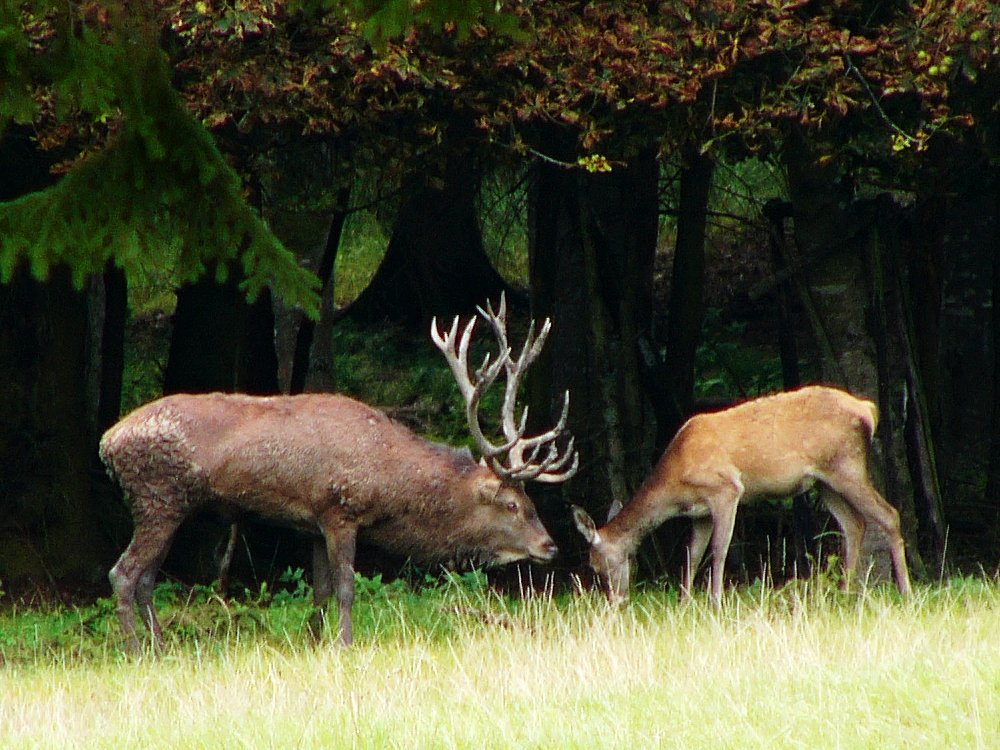
Gímszarvas
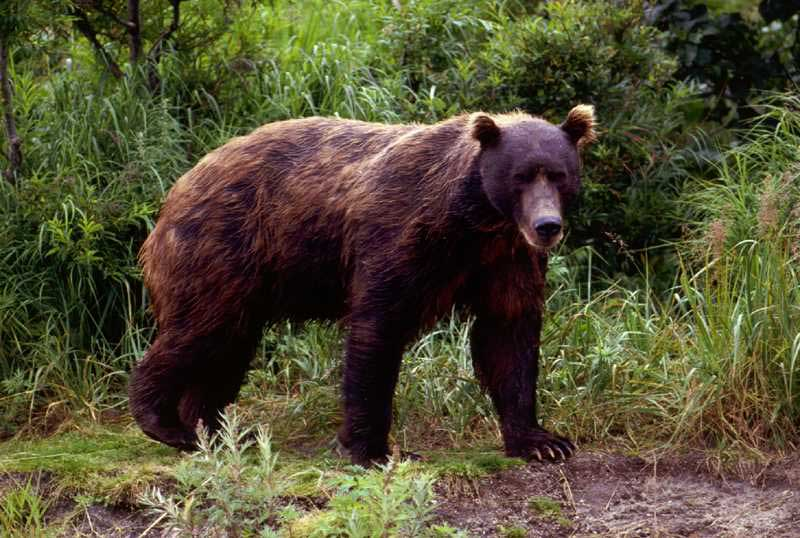
Barna medve
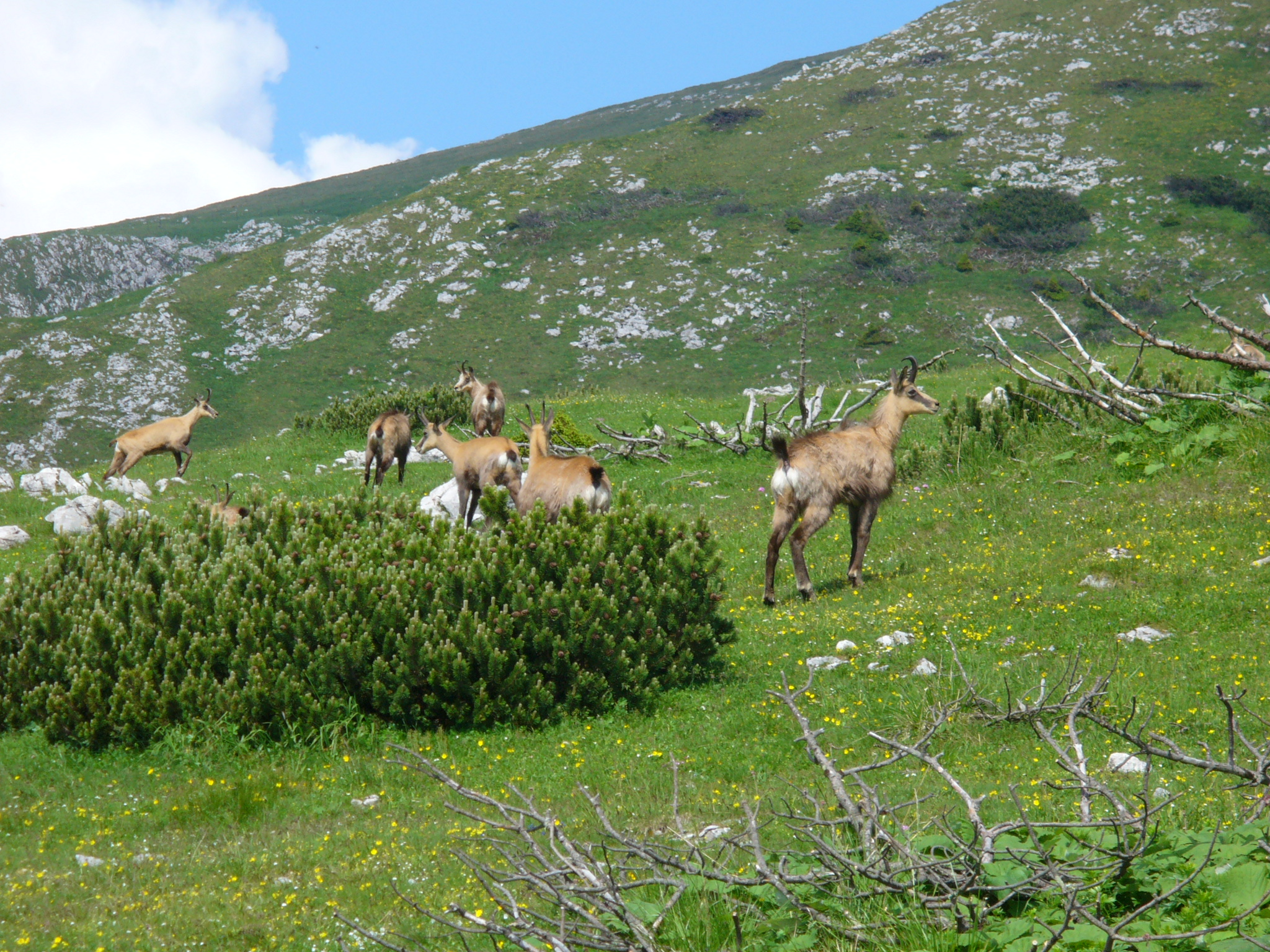
Zerge
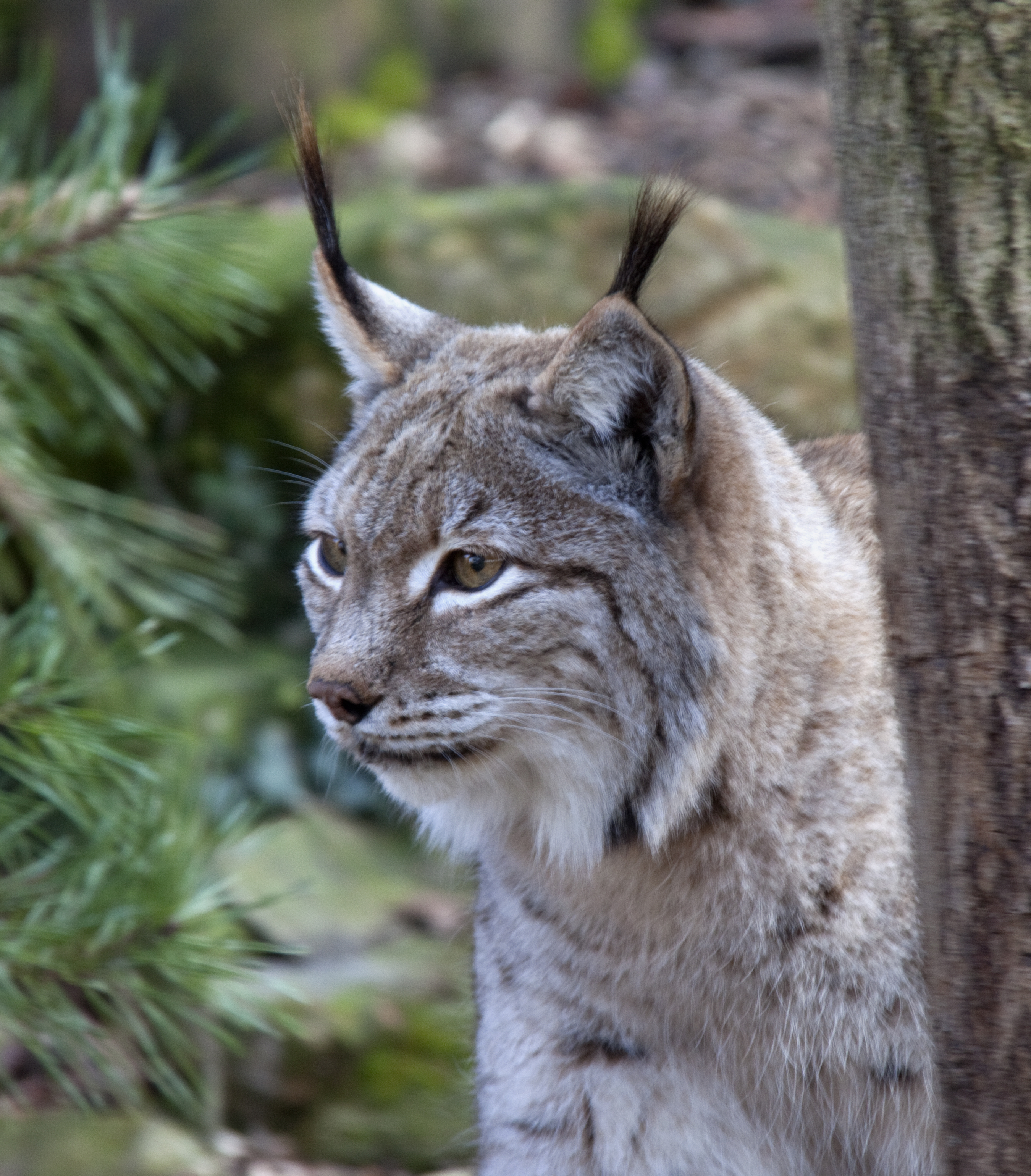
Hiúz
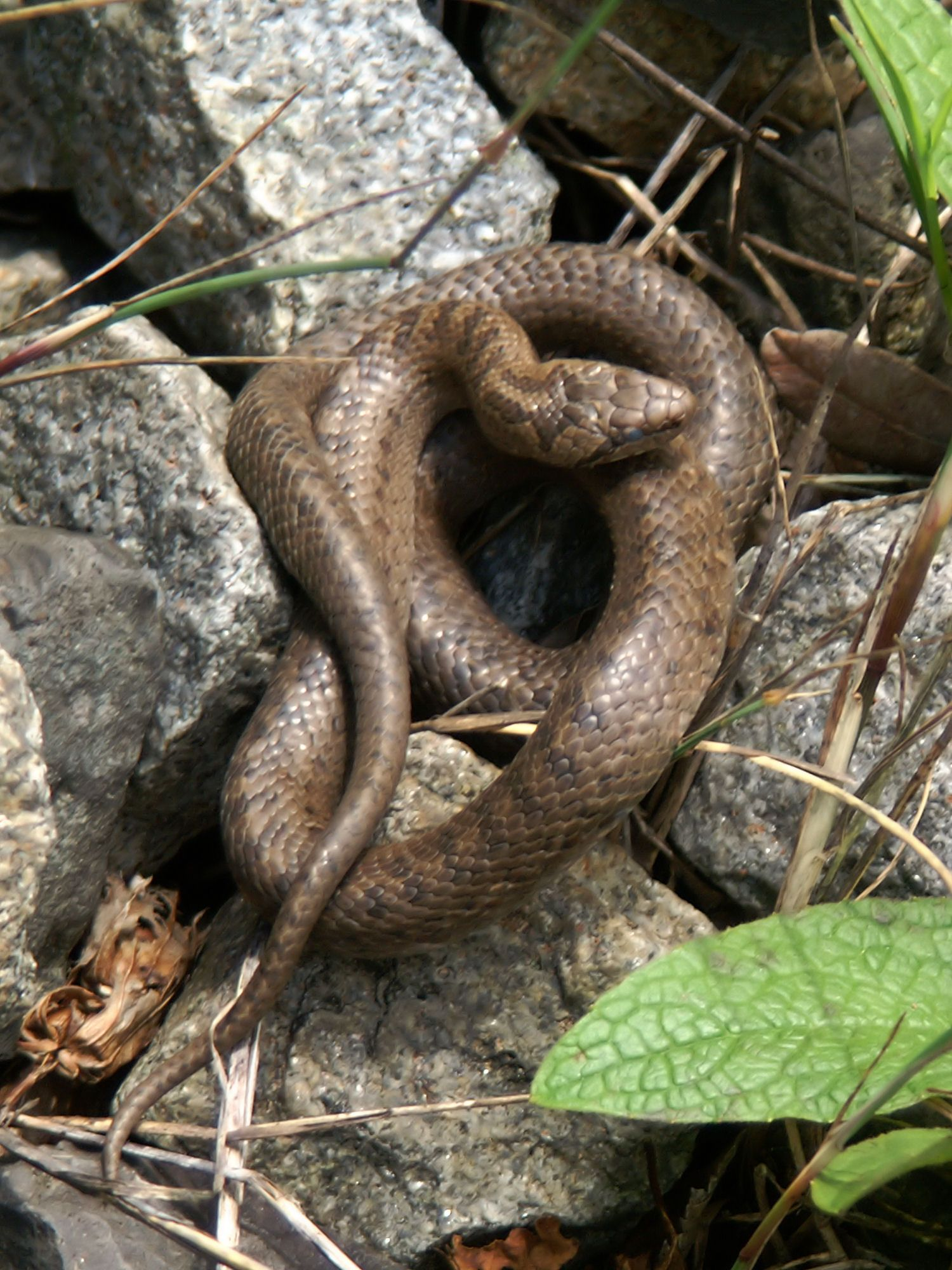
Rézsikló
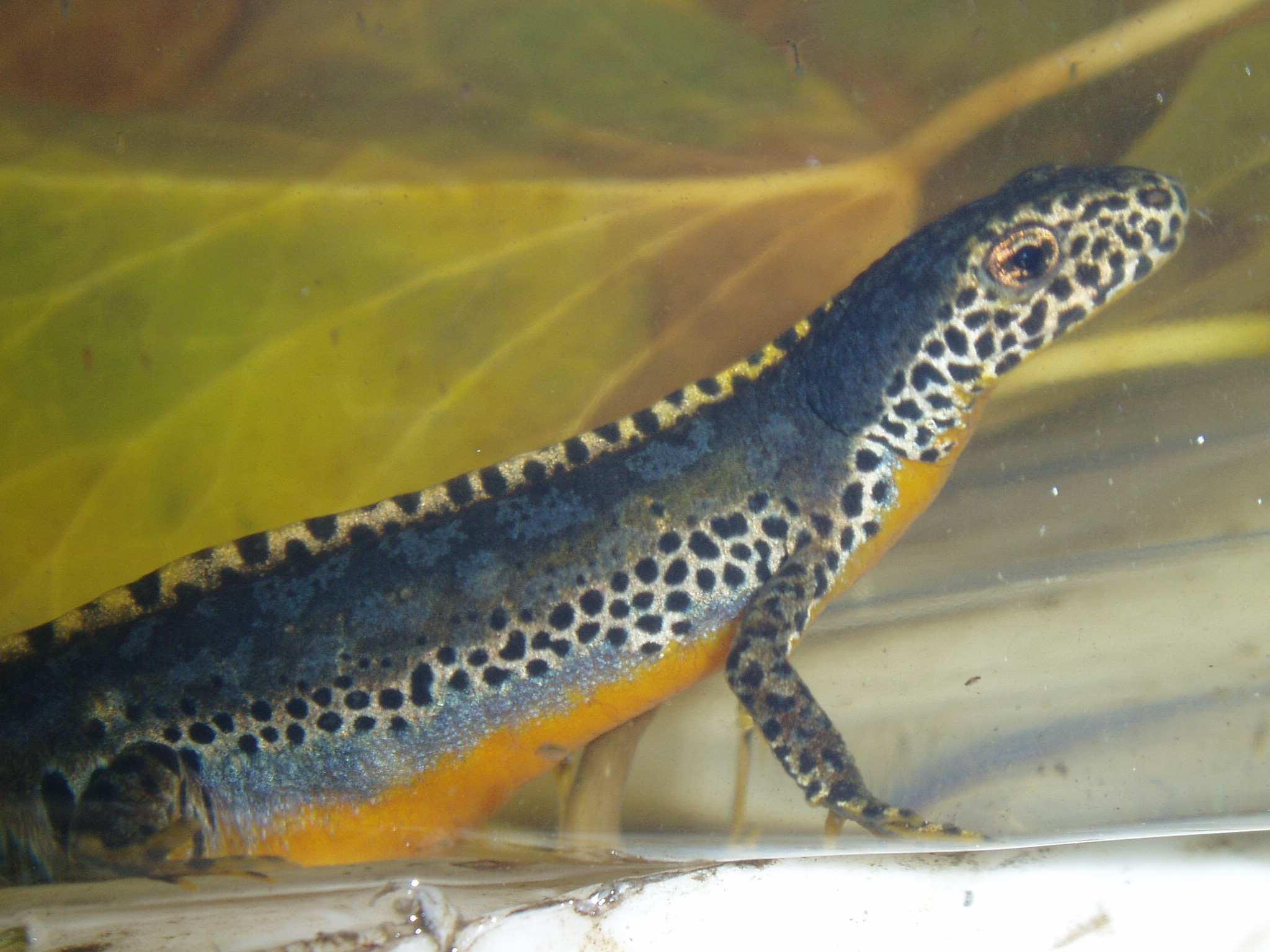
Alpesi gőte
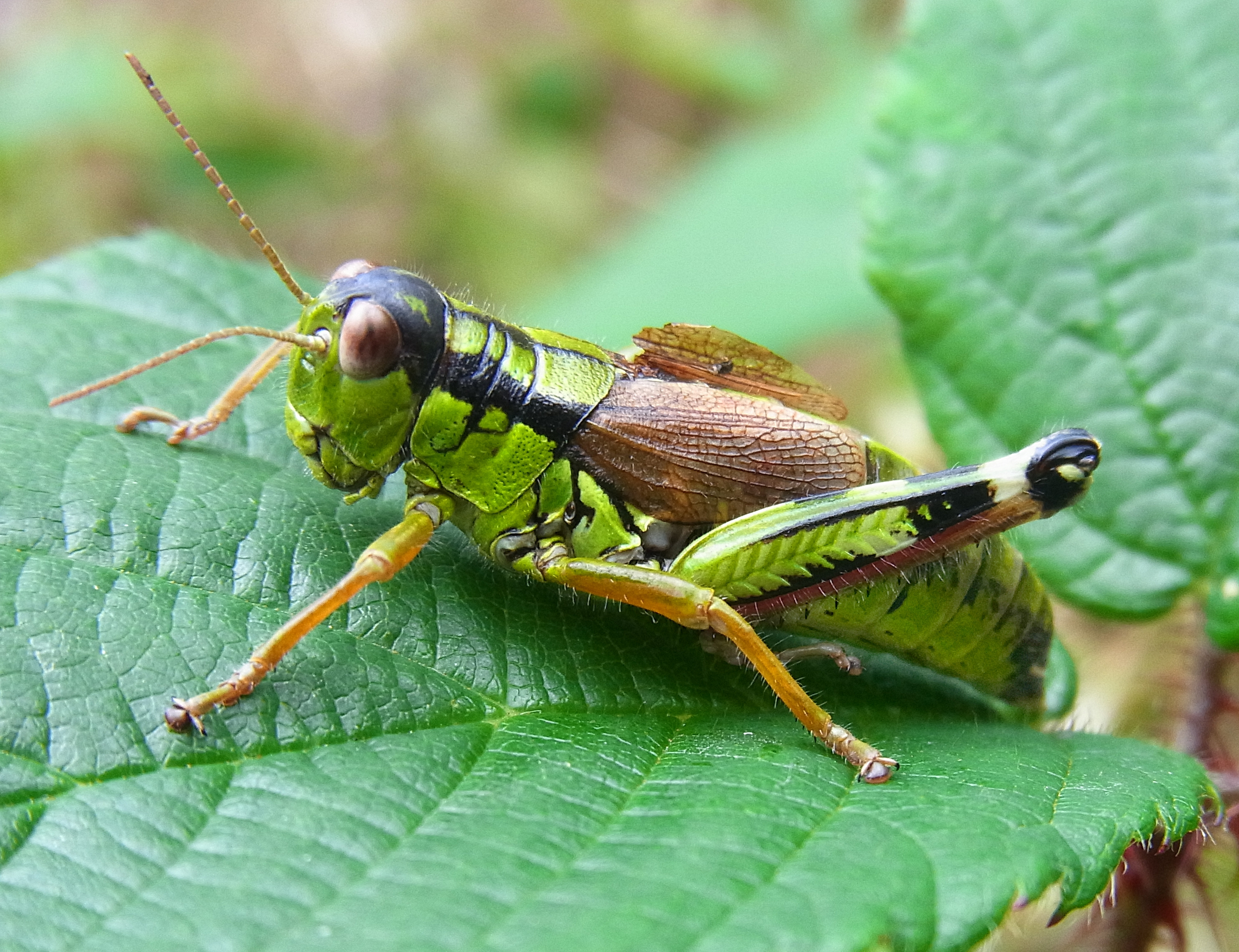
Kárpáti hegyisáska
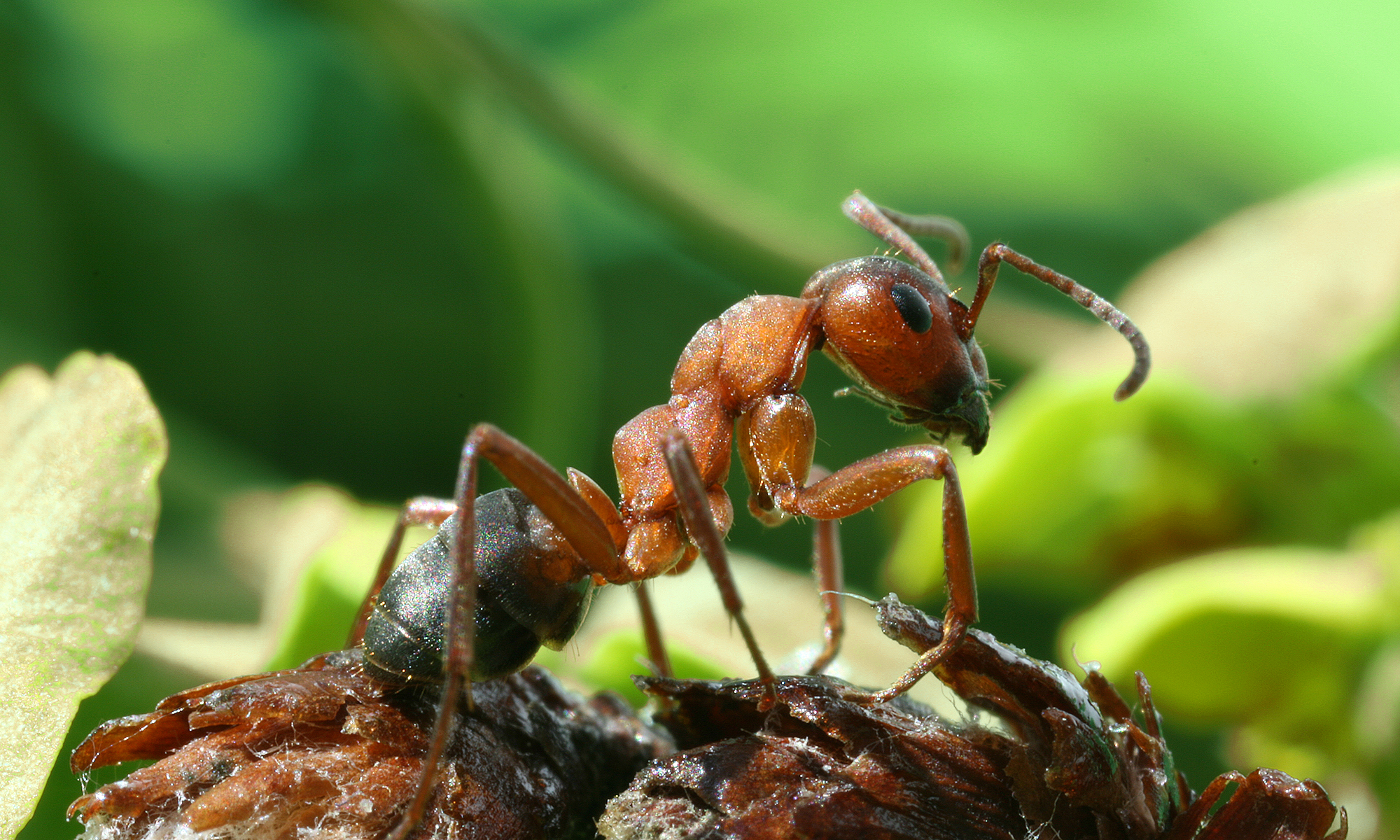
Erdei vöröshangya
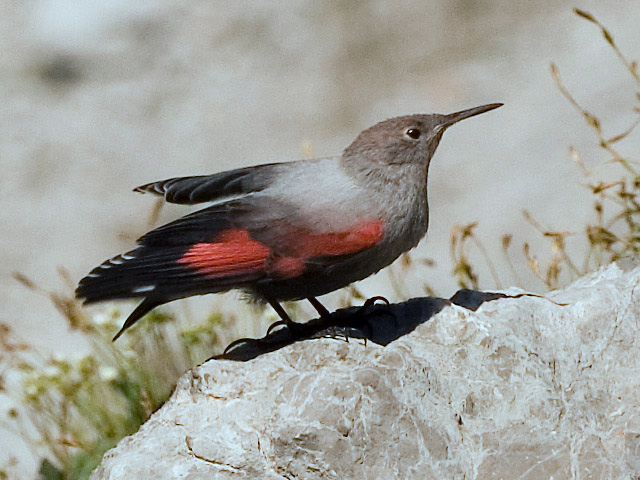
Hajnalmadár
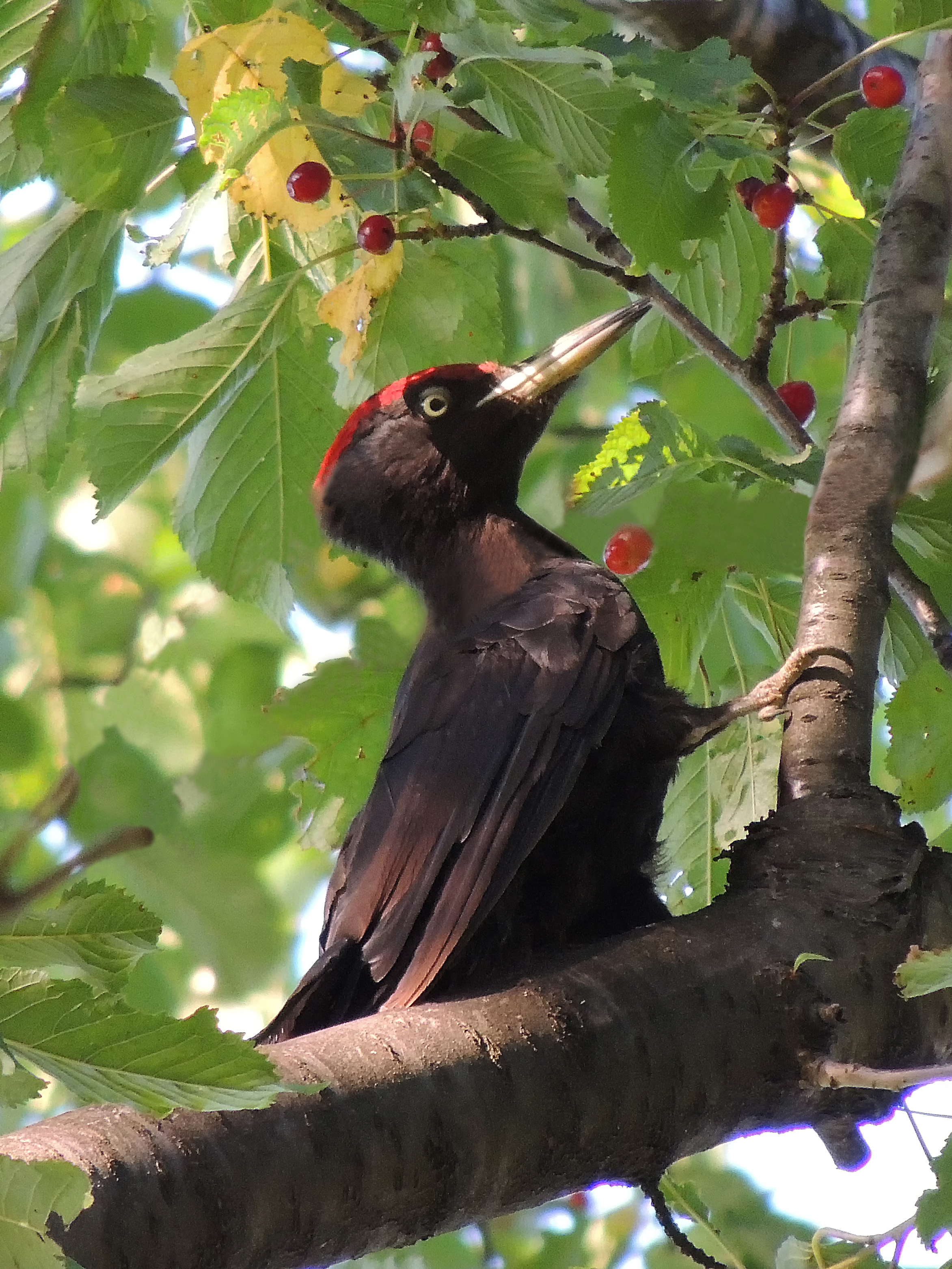
Fekete harkály
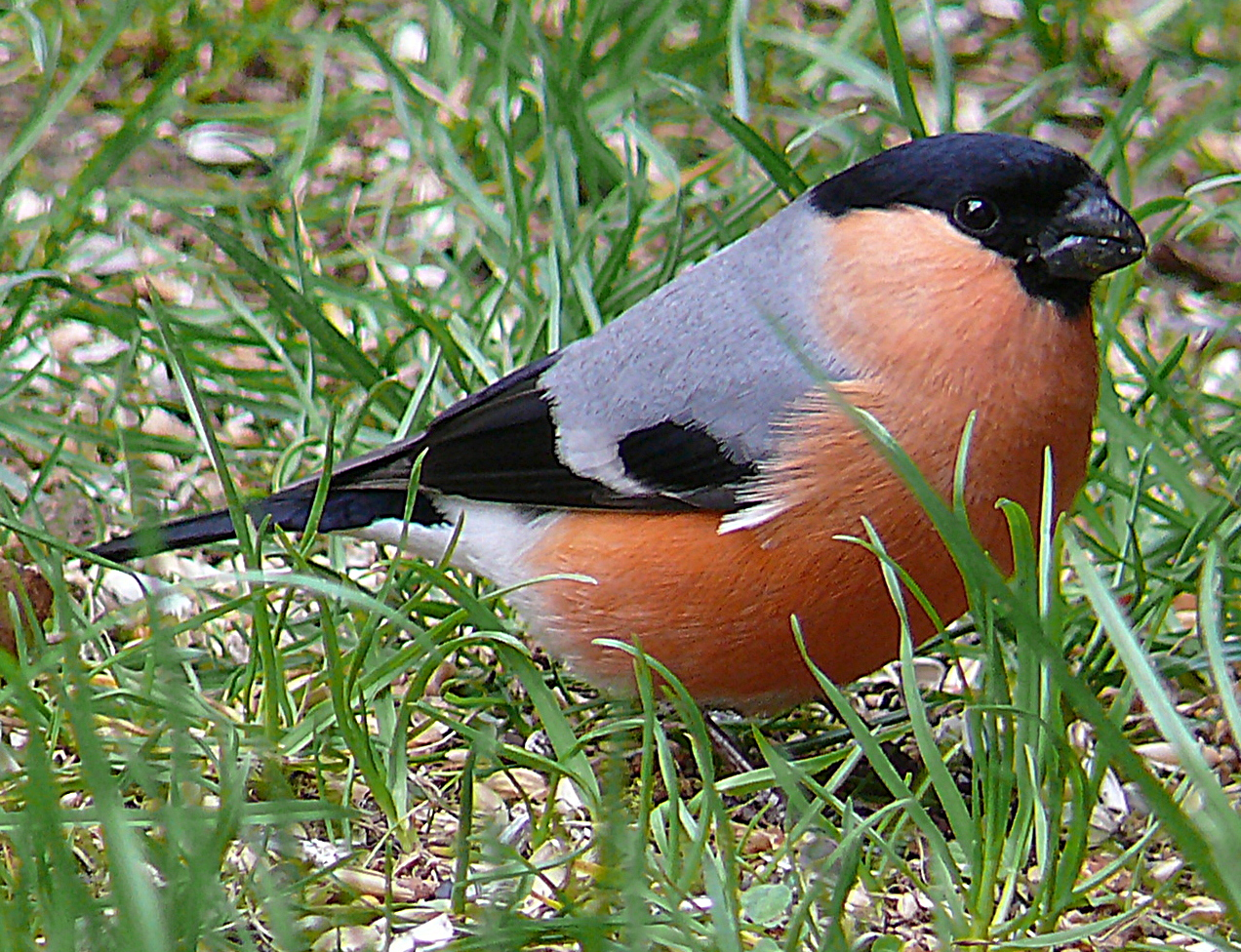
Süvöltő
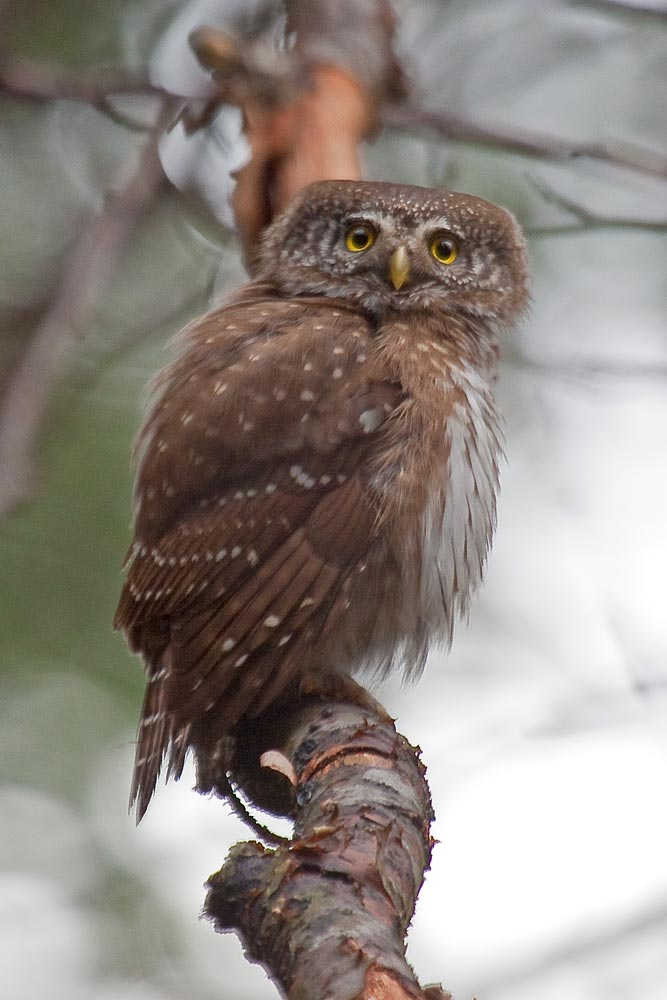
Európai törpe kuvik
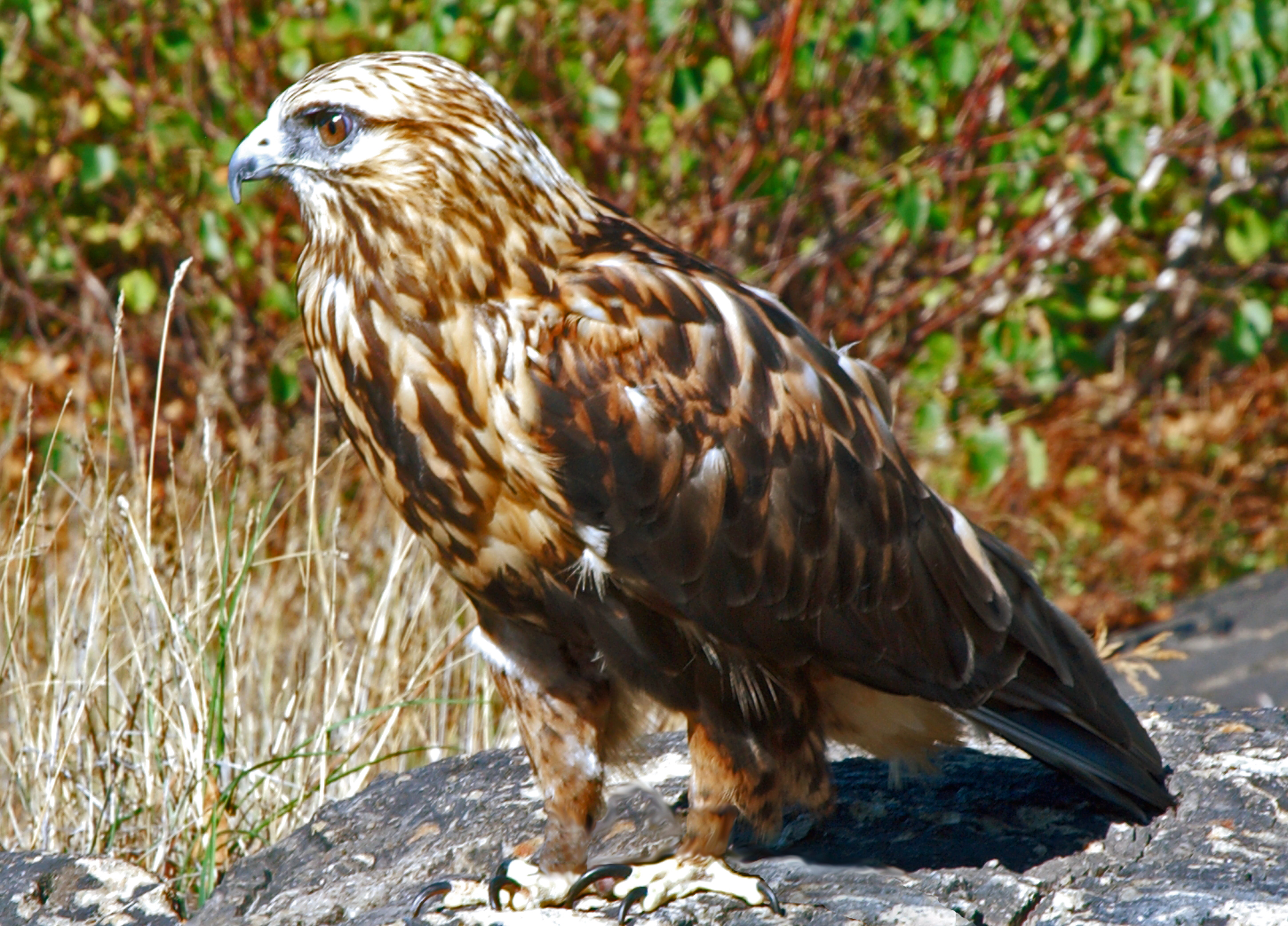
Gatyás ölyv
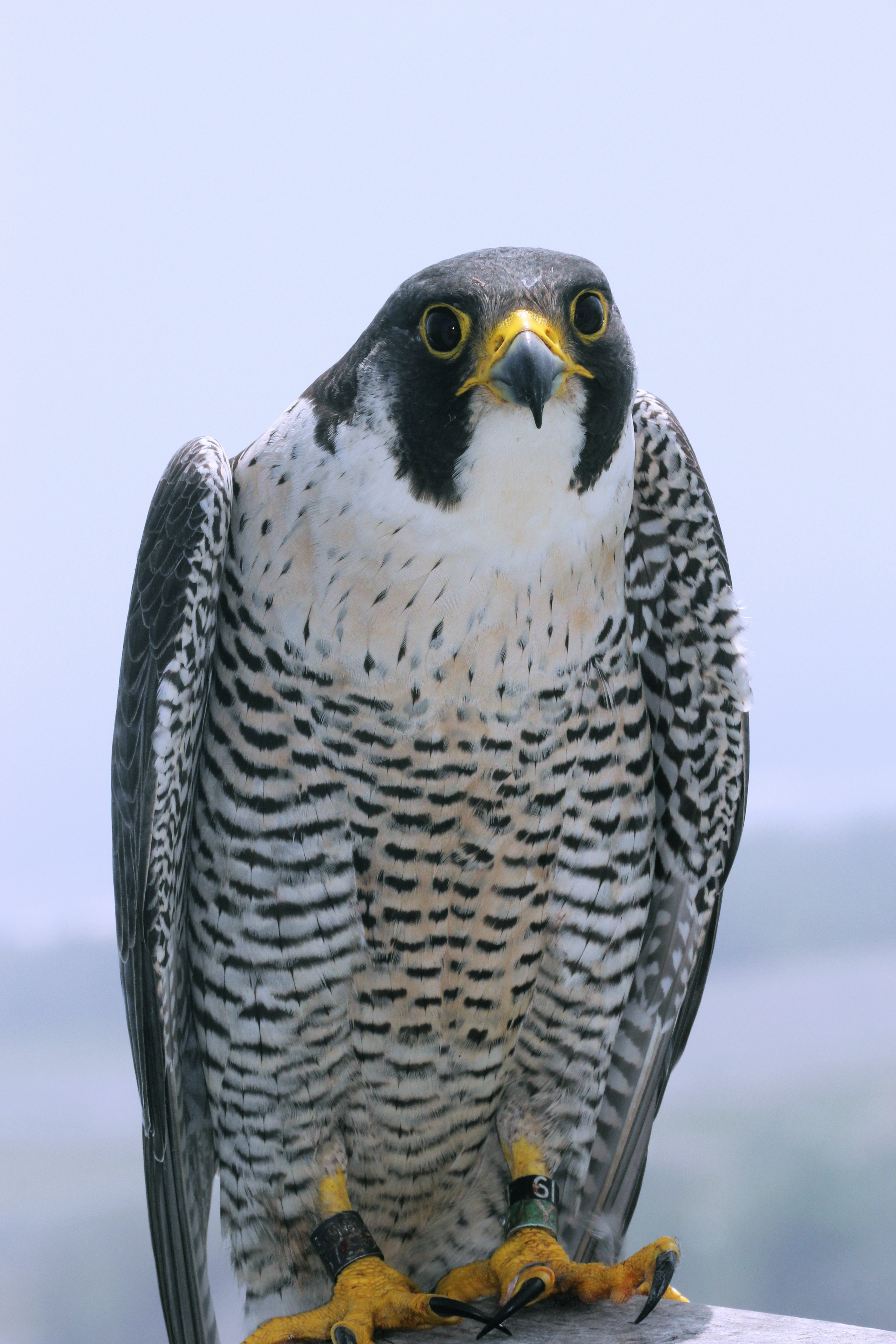
Vándorsólyom